# Franz-Josefs-Bahn (Österreich)
| |                                                                               |                                                                    |                                                                    |
| Streckennummer (ÖBB): | 109 01                                                                        |                                                                    |                                                                    |
| Kursbuchstrecke (ÖBB): | 800 (Wien FJB–České Velenice) 810 (Wien FJB–Absdorf-Hippersdorf)              |                                                                    |                                                                    |
| Streckenlänge: | 163,885 km                                                                    |                                                                    |                                                                    |
| Spurweite: | 1435 mm (Normalspur)                                                          |                                                                    |                                                                    |
| Netzkategorie: | A (Wien FJB – Tulln) B1 (Tulln – Gmünd)                                       |                                                                    |                                                                    |
| Streckenklasse: | D4 D3 (Limberg-Maissau – Eggenburg)                                           |                                                                    |                                                                    |
| Stromsystem: | Wien–Staatsgrenze: 15 kV 16,7 Hz ~ Staatsgrenze–České Velenice: 25 kV 50 Hz ~ |                                                                    |                                                                    |
| Maximale Neigung: | 12 ‰                                                                          |                                                                    |                                                                    |
| Minimaler Radius: | 294 m                                                                         |                                                                    |                                                                    |
| Streckengeschwindigkeit: | 140 km/h                                                                      |                                                                    |                                                                    |
| Zugbeeinflussung: | PZB                                                                           |                                                                    |                                                                    |
| Zweigleisigkeit: | Wien–Absdorf-Hippersdorf                                                      |                                                                    |                                                                    |
| |                                                                               |                                                                    |                                                                    |
| \| \| 0,000 \| Wien Franz-Josefs-Bahnhof \| 164 m ü. A. \| \| \| \| Verbindungsbogen (bis 1991) \| \| \| \| 1,100 \| Wien Spittelau \| 166 m ü. A. \| \| \| \| Gürtellinie von Meidling-Hauptstraße \| \| \| \| \| Vorortelinie von Wien Hütteldorf \| \| \| \| \| Donaukanallinie von Hauptzollamt \| \| \| \| 2,678 \| Wien Heiligenstadt \| 169 m ü. A. \| \| \| \| Vorortelinie nach Wien-Brigittenau \| \| \| \| \| Donauuferbahn von der Winterhafenbrücke \| \| \| \| 3,952 \| Wien Nußdorf \| 164 m ü. A. \| \| \| \| Klosterneuburger Hochstraße \| \| \| \| 5,853 \| Kahlenbergerdorf (12. Dez. 2004 aufgelassen) \| 167 m ü. A. \| \| \| 7,200 \| Leopoldsberg (1875 aufgelassen) \| 173 m ü. A. \| \| \| 7,550 \| HOA/FOA/SOA-Anlage \| HOA/FOA/SOA-Anlage \| \| \| \| Landesgrenze Wien–Niederösterreich \| \| \| \| 8,870 \| Klosterneuburg-Weidling \| 173 m ü. A. \| \| \| 10,366 \| Klosterneuburg-Kierling \| 173 m ü. A. \| \| \| \| Umfahrung Klosterneuburg \| \| \| \| 12,400 \| Unter Kritzendorf \| 170 m ü. A. \| \| \| 13,927 \| Kritzendorf (bis 1889 Haltestelle) \| 170 m ü. A. \| \| \| 16,645 \| Höflein a.d. Donau \| 171 m ü. A. \| \| \| 19,262 \| Greifenstein-Altenberg (bis 1977 Halte- und Ladestelle) \| 173 m ü. A. \| \| \| 21,908 \| St. Andrä-Wördern \| 174 m ü. A. \| \| \| \| Hagenbach \| \| \| \| \| Wiener Straße \| \| \| \| 24,632 \| Zeiselmauer-Königstetten \| 174 m ü. A. \| \| \| \| Hauptgraben \| \| \| \| 26,562 \| Muckendorf-Wipfing \| 173 m ü. A. \| \| \| 26,826 \| Üst St. Andrä-Wördern 2 \| Üst St. Andrä-Wördern 2 \| \| \| 28,410 \| HOA/FOA/SOA-Anlage \| HOA/FOA/SOA-Anlage \| \| \| 28,597 \| Langenlebarn \| 176 m ü. A. \| \| \| \| Umfahrung Tulln \| \| \| \| \| Anschlussgleis Fliegerhorst Brumowski \| \| \| \| 33,050 \| Tulln an der Donau \| 181 m ü. A. \| \| \| \| Tullnerfelder Bahn von und nach St. Pölten \| \| \| \| 34,400 \| Tulln-Donaubrücke \| Tulln-Donaubrücke \| \| \| \| Donau \| \| \| \| 34,500 \| Tulln-Rollfähre (19.08.1945-15.09.1948) \| 180 m ü. A. \| \| \| \| Tullner Straße \| \| \| \| \| Stockerauer Schnellstraße \| \| \| \| 38,670 \| HOA/FOA/SOA-Anlage \| HOA/FOA/SOA-Anlage \| \| \| 40,034 \| Neuaigen-Stetteldorf (2. Juni 1996 aufgelassen) \| 180 m ü. A. \| \| \| 40,880 \| Betriebsausweiche Neu Aigen (1900 aufgelassen) \| Betriebsausweiche Neu Aigen (1900 aufgelassen) \| \| \| 42,078 \| Absdorf-Hippersdorf Süd (vormals Ziegelofen) \| Absdorf-Hippersdorf Süd (vormals Ziegelofen) \| \| \| \| von und nach Stockerau \| \| \| \| 43,992 \| Absdorf-Hippersdorf \| 183 m ü. A. \| \| \| \| Kremser Ast nach Krems an der Donau \| \| \| \| 45,950 \| Anschlussbahn Minnich Mühle \| Anschlussbahn Minnich Mühle \| \| \| 46,263 \| Absberg (13. Dez. 2015 aufgelassen) \| 190 m ü. A. \| \| \| 48,912 \| Großwiesendorf-Tiefenthal (13. Dez. 2015 aufgelassen) \| 198 m ü. A. \| \| \| 52,425 \| Großweikersdorf \| 204 m ü. A. \| \| \| 56,000 \| HOA/FOA/SOA-Anlage \| HOA/FOA/SOA-Anlage \| \| \| 56,300 \| Heldenberg (29. Okt. 2006 aufgelassen)[1] \| 237 m ü. A. \| \| \| 57,100 \| Glaubendorf-Wetzdorf (13. Dez. 2015 aufgelassen) \| 238 m ü. A. \| \| \| \| Horner Straße \| \| \| \| \| Baritz \| \| \| \| 60,363 \| Ziersdorf \| 249 m ü. A. \| \| \| \| Gartenbach \| \| \| \| \| Ravelsbach \| \| \| \| 64,340 \| Ravelsbach (Awanst) (13. Dez. 2015 aufgelassen) \| 262 m ü. A. \| \| \| \| Dürnbach \| \| \| \| 69,55769,519 \| Fehlerprofil +38 m \| Fehlerprofil +38 m \| \| \| 69,738 \| Limberg-Maissau \| 281 m ü. A. \| \| \| \| Schleinzbach \| \| \| \| \| Straningbach \| \| \| \| \| Regelsbach \| \| \| \| 72,840 \| Straning (13. Dez. 2015 aufgelassen) \| 316 m ü. A. \| \| \| 75,180 \| Grafenberg (2. Juni 1996 aufgelassen) \| 337 m ü. A. \| \| \| \| Retzer Straße Wiener Straße \| \| \| \| 78,682 \| Eggenburg \| 381 m ü. A. \| \| \| \| Waldviertler Straße Kühnringer Straße \| \| \| \| \| Schmida \| \| \| \| \| Stockernbach \| \| \| \| \| \| \| \| \| 85,226 \| Klein Meiseldorf-Maria Dreieichen (13. Dez. 2015 aufgelassen) \| 403 m ü. A. \| \| \| \| \| \| \| \| \| Pulkautalbahn von Zellerndorf \| \| \| \| \| Kamptalbahn von Hadersdorf am Kamp \| \| \| \| 88,625 \| Sigmundsherberg (bis 1891: Sigmundsherberg-Horn) \| 435 m ü. A. \| \| \| \| geplante Spange zur Kamptalbahn \| \| \| \| 92,211 \| Kainreith-Walkenstein (29. Mai 1994 aufgelassen) \| 460 m ü. A. \| \| \| 94,060 \| HOA/FOA/SOA-Anlage \| HOA/FOA/SOA-Anlage \| \| \| 97,90697,800 \| Fehlerprofil +106 m \| Fehlerprofil +106 m \| \| \| 98,028 \| Hötzelsdorf-Geras \| 499 m ü. A. \| \| \| \| Horner Straße \| \| \| \| \| Pulkau \| \| \| \| 102,571 \| Ludweishofen (29. Mai 1994 aufgelassen) \| 536 m ü. A. \| \| \| 108,883 \| Irnfritz (bis 1942: Wappoltenreith(-Raabs)) \| 544 m ü. A. \| \| \| 115,288 \| Blumau an der Wild (29. Mai 1994 aufgelassen) \| 555 m ü. A. \| \| \| \| Seebsbach \| \| \| \| 121,442 \| Göpfritz \| 578 m ü. A. \| \| \| \| nach Raabs an der Thaya \| \| \| \| \| Waldviertler Straße Hauptstraße \| \| \| \| 125,800 \| HOA/FOA/SOA-Anlage \| HOA/FOA/SOA-Anlage \| \| \| 125,836 \| Anschlussbahn (Awanst Wurmbach) des Truppenübungsplatz Allentsteig \| Anschlussbahn (Awanst Wurmbach) des Truppenübungsplatz Allentsteig \| \| \| \| Kleiner Thauabach \| \| \| \| \| Thauabach \| \| \| \| 128,635 \| Allentsteig \| 524 m ü. A. \| \| \| \| Waldviertler Straße \| \| \| \| \| Stögersbach \| \| \| \| 135,759 \| Thayatalbahn von Waldkirchen an der Thaya \| Thayatalbahn von Waldkirchen an der Thaya \| \| \| 138,257 \| Schwarzenau im Waldviertel \| 504 m ü. A. \| \| \| \| Waldviertler Straße \| \| \| \| \| Ganzbach \| \| \| \| \| nach Martinsberg-Gutenbrunn \| \| \| \| 141,490 \| Anschlussbahn Steinbruch \| Anschlussbahn Steinbruch \| \| \| 141,835 \| Echsenbach (29. Mai 1994 aufgelassen) \| 510 m ü. A. \| \| \| \| Aubach \| \| \| \| \| Zwettler Straße \| \| \| \| \| Thaya \| \| \| \| 147,055 \| Vitis \| 528 m ü. A. \| \| \| \| Moosbach \| \| \| \| 150.716 \| Hirschbach \| 531 m ü. A. \| \| \| 154,139 \| Pürbach-Schrems \| 531 m ü. A. \| \| \| \| Ullrichsteich \| \| \| \| 158,508 \| Hoheneich (29. Mai 1994 aufgelassen) \| 504 m ü. A. \| \| \| \| Elexenbach \| \| \| \| \| Gmünder Straße \| \| \| \| 161,928 \| Gmünd NÖ (vormals Gmünd Stadt)[2][3] \| 499 m ü. A. \| \| \| \| AB AGRANA Stärke \| \| \| \| \| (Systemtrennstelle 15 kV / 25 kV) \| \| \| \| \| Waldviertler Schmalspurbahnen \| \| \| \| 163,100 \| Lainsitz (Staatsgrenze A/CZ) \| Lainsitz (Staatsgrenze A/CZ) \| \| \| 163,785 \| České Velenice (vormals Gmünd Hbf)[3] \| 498 m ü. A. \| \| \| \| nach Veselí nad Lužnicí \| \| \| \| \| nach České Budějovice \| \| \| Eingleisiger Streckenteil: bis 1967 zweigleisig \| \| \| \| \| Eingleisiger Streckenteil: bis 1962 zweigleisig \| \| \| \| \| Eingleisiger Streckenteil: bis 1958 zweigleisig \| \| \| \| |                                                                               |                                                                    |                                                                    |
| Kopfbahnhof Streckenanfang | 0,000                                                                         | Wien Franz-Josefs-Bahnhof                                          | 164 m ü. A.                                                        |
| Kreuzung geradeaus unten (Querstrecke außer Betrieb) |                                                                               | Verbindungsbogen (bis 1991)                                        | Verbindungsbogen (bis 1991)                                        |
| Turmhaltepunkt mit U-Bahn-Strecke quer geradeaus unten | 1,100                                                                         | Wien Spittelau                                                     | 166 m ü. A.                                                        |
| Abzweig geradeaus und ehemals von links |                                                                               | Gürtellinie von Meidling-Hauptstraße                               | Gürtellinie von Meidling-Hauptstraße                               |
| Abzweig geradeaus und von links |                                                                               | Vorortelinie von Wien Hütteldorf                                   | Vorortelinie von Wien Hütteldorf                                   |
| Abzweig geradeaus und ehemals von rechts |                                                                               | Donaukanallinie von Hauptzollamt                                   | Donaukanallinie von Hauptzollamt                                   |
| Bahnhof | 2,678                                                                         | Wien Heiligenstadt                                                 | 169 m ü. A.                                                        |
| Abzweig geradeaus und nach rechts |                                                                               | Vorortelinie nach Wien-Brigittenau                                 | Vorortelinie nach Wien-Brigittenau                                 |
| Abzweig geradeaus und von rechts |                                                                               | Donauuferbahn von der Winterhafenbrücke                            | Donauuferbahn von der Winterhafenbrücke                            |
| Bahnhof | 3,952                                                                         | Wien Nußdorf                                                       | 164 m ü. A.                                                        |
| Strecke mit Straßenbrücke |                                                                               | Klosterneuburger Hochstraße                                        | Klosterneuburger Hochstraße                                        |
| ehemaliger Haltepunkt / Haltestelle | 5,853                                                                         | Kahlenbergerdorf (12. Dez. 2004 aufgelassen)                       | 167 m ü. A.                                                        |
| ehemaliger Haltepunkt / Haltestelle | 7,200                                                                         | Leopoldsberg (1875 aufgelassen)                                    | 173 m ü. A.                                                        |
| Kilometer-Wechsel | 7,550                                                                         | HOA/FOA/SOA-Anlage                                                 | HOA/FOA/SOA-Anlage                                                 |
| Grenze |                                                                               | Landesgrenze Wien–Niederösterreich                                 | Landesgrenze Wien–Niederösterreich                                 |
| Bahnhof | 8,870                                                                         | Klosterneuburg-Weidling                                            | 173 m ü. A.                                                        |
| Haltepunkt / Haltestelle | 10,366                                                                        | Klosterneuburg-Kierling                                            | 173 m ü. A.                                                        |
| Strecke mit Straßenbrücke |                                                                               | Umfahrung Klosterneuburg                                           | Umfahrung Klosterneuburg                                           |
| Haltepunkt / Haltestelle | 12,400                                                                        | Unter Kritzendorf                                                  | 170 m ü. A.                                                        |
| Bahnhof | 13,927                                                                        | Kritzendorf (bis 1889 Haltestelle)                                 | 170 m ü. A.                                                        |
| Haltepunkt / Haltestelle | 16,645                                                                        | Höflein a.d. Donau                                                 | 171 m ü. A.                                                        |
| Haltepunkt / Haltestelle | 19,262                                                                        | Greifenstein-Altenberg (bis 1977 Halte- und Ladestelle)            | 173 m ü. A.                                                        |
| Bahnhof | 21,908                                                                        | St. Andrä-Wördern                                                  | 174 m ü. A.                                                        |
| Brücke über Wasserlauf |                                                                               | Hagenbach                                                          | Hagenbach                                                          |
| Bahnübergang |                                                                               | Wiener Straße                                                      | Wiener Straße                                                      |
| Haltepunkt / Haltestelle | 24,632                                                                        | Zeiselmauer-Königstetten                                           | 174 m ü. A.                                                        |
| Brücke über Wasserlauf |                                                                               | Hauptgraben                                                        | Hauptgraben                                                        |
| Haltepunkt / Haltestelle | 26,562                                                                        | Muckendorf-Wipfing                                                 | 173 m ü. A.                                                        |
| Überleitstelle / Spurwechsel | 26,826                                                                        | Üst St. Andrä-Wördern 2                                            | Üst St. Andrä-Wördern 2                                            |
| Kilometer-Wechsel | 28,410                                                                        | HOA/FOA/SOA-Anlage                                                 | HOA/FOA/SOA-Anlage                                                 |
| Haltepunkt / Haltestelle | 28,597                                                                        | Langenlebarn                                                       | 176 m ü. A.                                                        |
| Strecke mit Straßenbrücke |                                                                               | Umfahrung Tulln                                                    | Umfahrung Tulln                                                    |
| Abzweig geradeaus und von links |                                                                               | Anschlussgleis Fliegerhorst Brumowski                              | Anschlussgleis Fliegerhorst Brumowski                              |
| Bahnhof | 33,050                                                                        | Tulln an der Donau                                                 | 181 m ü. A.                                                        |
| Abzweig geradeaus, nach links und von links |                                                                               | Tullnerfelder Bahn von und nach St. Pölten                         | Tullnerfelder Bahn von und nach St. Pölten                         |
| Blockstelle | 34,400                                                                        | Tulln-Donaubrücke                                                  | Tulln-Donaubrücke                                                  |
| Brücke über Wasserlauf |                                                                               | Donau                                                              | Donau                                                              |
| ehemaliger Haltepunkt / Haltestelle | 34,500                                                                        | Tulln-Rollfähre (19.08.1945-15.09.1948)                            | 180 m ü. A.                                                        |
| Brücke |                                                                               | Tullner Straße                                                     | Tullner Straße                                                     |
| Strecke mit Straßenbrücke |                                                                               | Stockerauer Schnellstraße                                          | Stockerauer Schnellstraße                                          |
| Kilometer-Wechsel | 38,670                                                                        | HOA/FOA/SOA-Anlage                                                 | HOA/FOA/SOA-Anlage                                                 |
| ehemaliger Haltepunkt / Haltestelle | 40,034                                                                        | Neuaigen-Stetteldorf (2. Juni 1996 aufgelassen)                    | 180 m ü. A.                                                        |
| ehemaliger Dienststation / Betriebs- oder Güterbahnhof | 40,880                                                                        | Betriebsausweiche Neu Aigen (1900 aufgelassen)                     | Betriebsausweiche Neu Aigen (1900 aufgelassen)                     |
| Blockstelle | 42,078                                                                        | Absdorf-Hippersdorf Süd (vormals Ziegelofen)                       | Absdorf-Hippersdorf Süd (vormals Ziegelofen)                       |
| Abzweig geradeaus, nach rechts und von rechts |                                                                               | von und nach Stockerau                                             | von und nach Stockerau                                             |
| Bahnhof | 43,992                                                                        | Absdorf-Hippersdorf                                                | 183 m ü. A.                                                        |
| Abzweig geradeaus und nach links |                                                                               | Kremser Ast nach Krems an der Donau                                | Kremser Ast nach Krems an der Donau                                |
| Abzweig geradeaus und nach links | 45,950                                                                        | Anschlussbahn Minnich Mühle                                        | Anschlussbahn Minnich Mühle                                        |
| ehemaliger Haltepunkt / Haltestelle | 46,263                                                                        | Absberg (13. Dez. 2015 aufgelassen)                                | 190 m ü. A.                                                        |
| ehemaliger Haltepunkt / Haltestelle | 48,912                                                                        | Großwiesendorf-Tiefenthal (13. Dez. 2015 aufgelassen)              | 198 m ü. A.                                                        |
| Bahnhof | 52,425                                                                        | Großweikersdorf                                                    | 204 m ü. A.                                                        |
| Kilometer-Wechsel | 56,000                                                                        | HOA/FOA/SOA-Anlage                                                 | HOA/FOA/SOA-Anlage                                                 |
| ehemaliger Haltepunkt / Haltestelle | 56,300                                                                        | Heldenberg (29. Okt. 2006 aufgelassen)                             | 237 m ü. A.                                                        |
| ehemaliger Haltepunkt / Haltestelle | 57,100                                                                        | Glaubendorf-Wetzdorf (13. Dez. 2015 aufgelassen)                   | 238 m ü. A.                                                        |
| Brücke |                                                                               | Horner Straße                                                      | Horner Straße                                                      |
| Brücke über Wasserlauf |                                                                               | Baritz                                                             | Baritz                                                             |
| Bahnhof | 60,363                                                                        | Ziersdorf                                                          | 249 m ü. A.                                                        |
| Brücke über Wasserlauf |                                                                               | Gartenbach                                                         | Gartenbach                                                         |
| Brücke über Wasserlauf |                                                                               | Ravelsbach                                                         | Ravelsbach                                                         |
| ehemaliger Haltepunkt / Haltestelle | 64,340                                                                        | Ravelsbach (Awanst) (13. Dez. 2015 aufgelassen)                    | 262 m ü. A.                                                        |
| Brücke über Wasserlauf |                                                                               | Dürnbach                                                           | Dürnbach                                                           |
| Kilometer-Wechsel | 69,55769,519                                                                  | Fehlerprofil +38 m                                                 | Fehlerprofil +38 m                                                 |
| Bahnhof | 69,738                                                                        | Limberg-Maissau                                                    | 281 m ü. A.                                                        |
| Brücke über Wasserlauf |                                                                               | Schleinzbach                                                       | Schleinzbach                                                       |
| Brücke über Wasserlauf |                                                                               | Straningbach                                                       | Straningbach                                                       |
| Brücke über Wasserlauf |                                                                               | Regelsbach                                                         | Regelsbach                                                         |
| ehemaliger Haltepunkt / Haltestelle | 72,840                                                                        | Straning (13. Dez. 2015 aufgelassen)                               | 316 m ü. A.                                                        |
| ehemaliger Haltepunkt / Haltestelle | 75,180                                                                        | Grafenberg (2. Juni 1996 aufgelassen)                              | 337 m ü. A.                                                        |
| Brücke |                                                                               | Retzer Straße Wiener Straße                                        | Retzer Straße Wiener Straße                                        |
| Bahnhof | 78,682                                                                        | Eggenburg                                                          | 381 m ü. A.                                                        |
| Brücke |                                                                               | Waldviertler Straße Kühnringer Straße                              | Waldviertler Straße Kühnringer Straße                              |
| Strecke unter Wasserlauf Anfang Hochstrecke |                                                                               | Schmida                                                            | Schmida                                                            |
| Strecke unter Wasserlauf Anfang Hochstrecke |                                                                               | Stockernbach                                                       | Stockernbach                                                       |
| |                                                                               |                                                                    |                                                                    |
| ehemaliger Haltepunkt / Haltestelle | 85,226                                                                        | Klein Meiseldorf-Maria Dreieichen (13. Dez. 2015 aufgelassen)      | 403 m ü. A.                                                        |
| |                                                                               |                                                                    |                                                                    |
| Abzweig geradeaus und ehemals von rechts |                                                                               | Pulkautalbahn von Zellerndorf                                      | Pulkautalbahn von Zellerndorf                                      |
| Abzweig geradeaus und von links |                                                                               | Kamptalbahn von Hadersdorf am Kamp                                 | Kamptalbahn von Hadersdorf am Kamp                                 |
| Bahnhof | 88,625                                                                        | Sigmundsherberg (bis 1891: Sigmundsherberg-Horn)                   | 435 m ü. A.                                                        |
| Abzweig geradeaus und ehemals nach links |                                                                               | geplante Spange zur Kamptalbahn                                    | geplante Spange zur Kamptalbahn                                    |
| ehemaliger Haltepunkt / Haltestelle | 92,211                                                                        | Kainreith-Walkenstein (29. Mai 1994 aufgelassen)                   | 460 m ü. A.                                                        |
| Kilometer-Wechsel | 94,060                                                                        | HOA/FOA/SOA-Anlage                                                 | HOA/FOA/SOA-Anlage                                                 |
| Kilometer-Wechsel | 97,90697,800                                                                  | Fehlerprofil +106 m                                                | Fehlerprofil +106 m                                                |
| Bahnhof | 98,028                                                                        | Hötzelsdorf-Geras                                                  | 499 m ü. A.                                                        |
| Bahnübergang |                                                                               | Horner Straße                                                      | Horner Straße                                                      |
| Brücke über Wasserlauf |                                                                               | Pulkau                                                             | Pulkau                                                             |
| ehemaliger Haltepunkt / Haltestelle | 102,571                                                                       | Ludweishofen (29. Mai 1994 aufgelassen)                            | 536 m ü. A.                                                        |
| Bahnhof | 108,883                                                                       | Irnfritz (bis 1942: Wappoltenreith(-Raabs))                        | 544 m ü. A.                                                        |
| ehemaliger Bahnhof | 115,288                                                                       | Blumau an der Wild (29. Mai 1994 aufgelassen)                      | 555 m ü. A.                                                        |
| Brücke über Wasserlauf |                                                                               | Seebsbach                                                          | Seebsbach                                                          |
| Bahnhof | 121,442                                                                       | Göpfritz                                                           | 578 m ü. A.                                                        |
| Abzweig geradeaus und ehemals nach rechts |                                                                               | nach Raabs an der Thaya                                            | nach Raabs an der Thaya                                            |
| Brücke |                                                                               | Waldviertler Straße Hauptstraße                                    | Waldviertler Straße Hauptstraße                                    |
| Kilometer-Wechsel | 125,800                                                                       | HOA/FOA/SOA-Anlage                                                 | HOA/FOA/SOA-Anlage                                                 |
| Abzweig geradeaus und nach links | 125,836                                                                       | Anschlussbahn (Awanst Wurmbach) des Truppenübungsplatz Allentsteig | Anschlussbahn (Awanst Wurmbach) des Truppenübungsplatz Allentsteig |
| Brücke über Wasserlauf |                                                                               | Kleiner Thauabach                                                  | Kleiner Thauabach                                                  |
| Brücke über Wasserlauf |                                                                               | Thauabach                                                          | Thauabach                                                          |
| Bahnhof | 128,635                                                                       | Allentsteig                                                        | 524 m ü. A.                                                        |
| Brücke |                                                                               | Waldviertler Straße                                                | Waldviertler Straße                                                |
| Brücke über Wasserlauf |                                                                               | Stögersbach                                                        | Stögersbach                                                        |
| Abzweig geradeaus und von rechts | 135,759                                                                       | Thayatalbahn von Waldkirchen an der Thaya                          | Thayatalbahn von Waldkirchen an der Thaya                          |
| Bahnhof | 138,257                                                                       | Schwarzenau im Waldviertel                                         | 504 m ü. A.                                                        |
| Bahnübergang |                                                                               | Waldviertler Straße                                                | Waldviertler Straße                                                |
| Brücke über Wasserlauf |                                                                               | Ganzbach                                                           | Ganzbach                                                           |
| Abzweig geradeaus und nach links |                                                                               | nach Martinsberg-Gutenbrunn                                        | nach Martinsberg-Gutenbrunn                                        |
| Abzweig geradeaus und ehemals von links | 141,490                                                                       | Anschlussbahn Steinbruch                                           | Anschlussbahn Steinbruch                                           |
| ehemaliger Haltepunkt / Haltestelle | 141,835                                                                       | Echsenbach (29. Mai 1994 aufgelassen)                              | 510 m ü. A.                                                        |
| Brücke über Wasserlauf |                                                                               | Aubach                                                             | Aubach                                                             |
| Brücke |                                                                               | Zwettler Straße                                                    | Zwettler Straße                                                    |
| Brücke über Wasserlauf |                                                                               | Thaya                                                              | Thaya                                                              |
| Bahnhof | 147,055                                                                       | Vitis                                                              | 528 m ü. A.                                                        |
| Brücke über Wasserlauf |                                                                               | Moosbach                                                           | Moosbach                                                           |
| Haltepunkt / Haltestelle | 150.716                                                                       | Hirschbach                                                         | 531 m ü. A.                                                        |
| Bahnhof | 154,139                                                                       | Pürbach-Schrems                                                    | 531 m ü. A.                                                        |
| Brücke über Wasserlauf |                                                                               | Ullrichsteich                                                      | Ullrichsteich                                                      |
| ehemaliger Haltepunkt / Haltestelle | 158,508                                                                       | Hoheneich (29. Mai 1994 aufgelassen)                               | 504 m ü. A.                                                        |
| Brücke über Wasserlauf |                                                                               | Elexenbach                                                         | Elexenbach                                                         |
| Brücke |                                                                               | Gmünder Straße                                                     | Gmünder Straße                                                     |
| Bahnhof | 161,928                                                                       | Gmünd NÖ (vormals Gmünd Stadt)                                     | 499 m ü. A.                                                        |
| Abzweig geradeaus und nach links |                                                                               | AB AGRANA Stärke                                                   | AB AGRANA Stärke                                                   |
| Wechsel des Eisenbahninfrastrukturunternehmens |                                                                               | (Systemtrennstelle 15 kV / 25 kV)                                  | (Systemtrennstelle 15 kV / 25 kV)                                  |
| Kreuzung geradeaus oben |                                                                               | Waldviertler Schmalspurbahnen                                      | Waldviertler Schmalspurbahnen                                      |
| Grenze auf Brücke über Wasserlauf | 163,100                                                                       | Lainsitz (Staatsgrenze A/CZ)                                       | Lainsitz (Staatsgrenze A/CZ)                                       |
| Bahnhof | 163,785                                                                       | České Velenice (vormals Gmünd Hbf)                                 | 498 m ü. A.                                                        |
| Abzweig geradeaus und nach rechts |                                                                               | nach Veselí nad Lužnicí                                            | nach Veselí nad Lužnicí                                            |
| |                                                                               | nach České Budějovice                                              |                                                                    |
| Eingleisiger Streckenteil: bis 1967 zweigleisig |                                                                               |                                                                    |                                                                    |
| Eingleisiger Streckenteil: bis 1962 zweigleisig |                                                                               |                                                                    |                                                                    |
| Eingleisiger Streckenteil: bis 1958 zweigleisig |                                                                               |                                                                    |                                                                    |

Als Franz-Josefs-Bahn bezeichnen die Österreichischen Bundesbahnen heute den auf österreichischem Staatsgebiet gelegenen Teil der Hauptbahn, die ursprünglich Wien mit Eger verband und von der k.k. priv. Kaiser Franz Josephs-Bahn erbaut und bis 1884 betrieben wurde. Sie verläuft von Wien Franz-Josefs-Bahnhof über Wien Heiligenstadt, Tulln an der Donau sowie Wein- und Waldviertel bis Gmünd NÖ.

## Geschichte

### 1869–1950

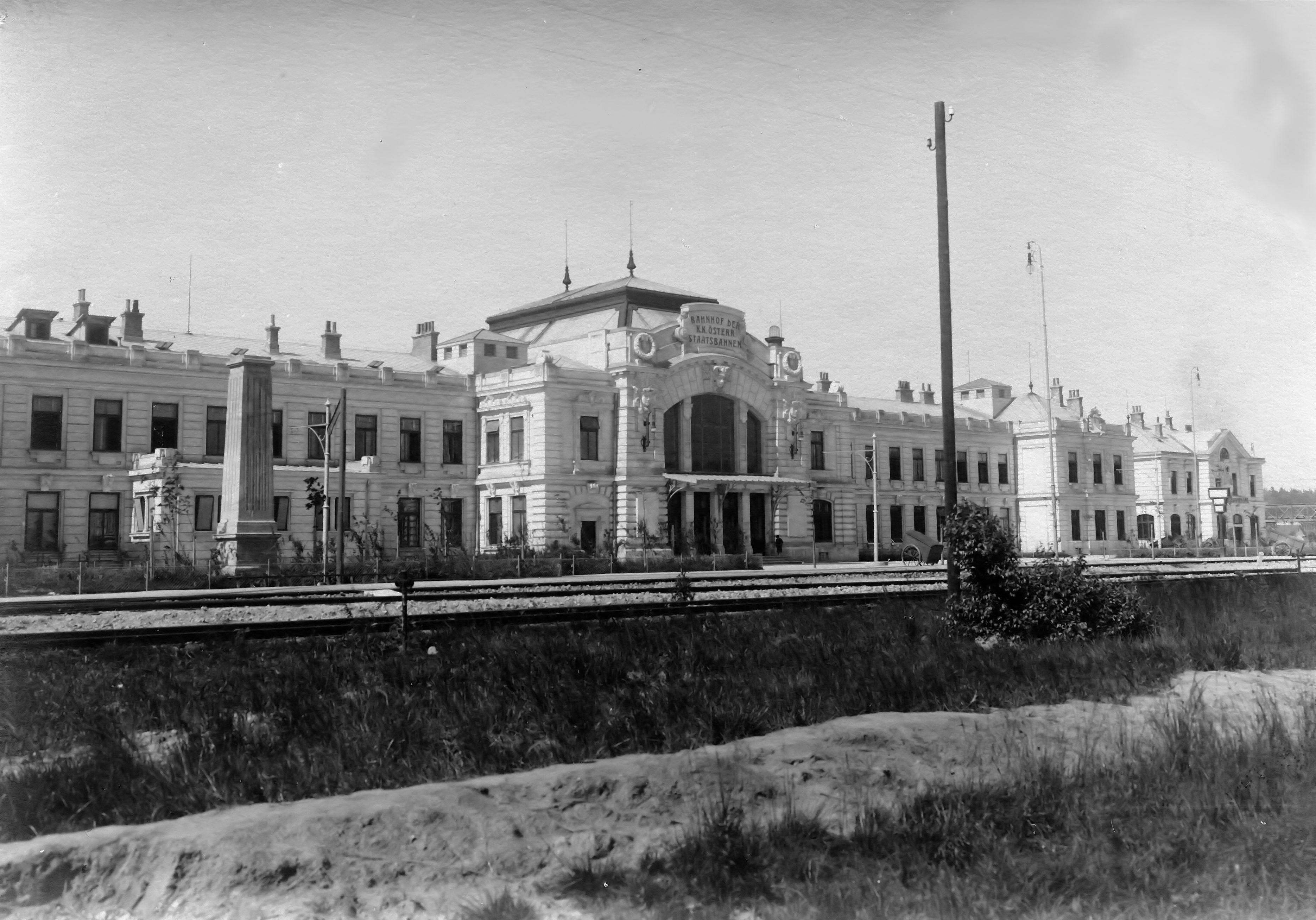
Der Bahnhof Gmünd um 1900, heute České Velenice

Die von Johann Adolf II. zu Schwarzenberg initiierte und von den Gebrüdern Klein zusammen mit Adalbert Lanna gebaute Bahn wurde etappenweise eröffnet. Nachdem die Teilstrecke (Budweis–)Gmünd – Eggenburg 1869 freigegeben wurde, konnte die noch fehlende Strecke Eggenburg – Wien aufgrund einer Bauverzögerung infolge geologischer Probleme erst im Frühjahr 1870 eröffnet werden. Der Streckenverlauf erscheint ungewöhnlich, da die zwei Bezirkshauptstädte Horn und Waidhofen an der Thaya nicht berührt werden. Planungsvarianten sahen auch eine Linienführung über die genannten Städte vor, letztlich fiel die Entscheidung aber für das ausgeführte Projekt.

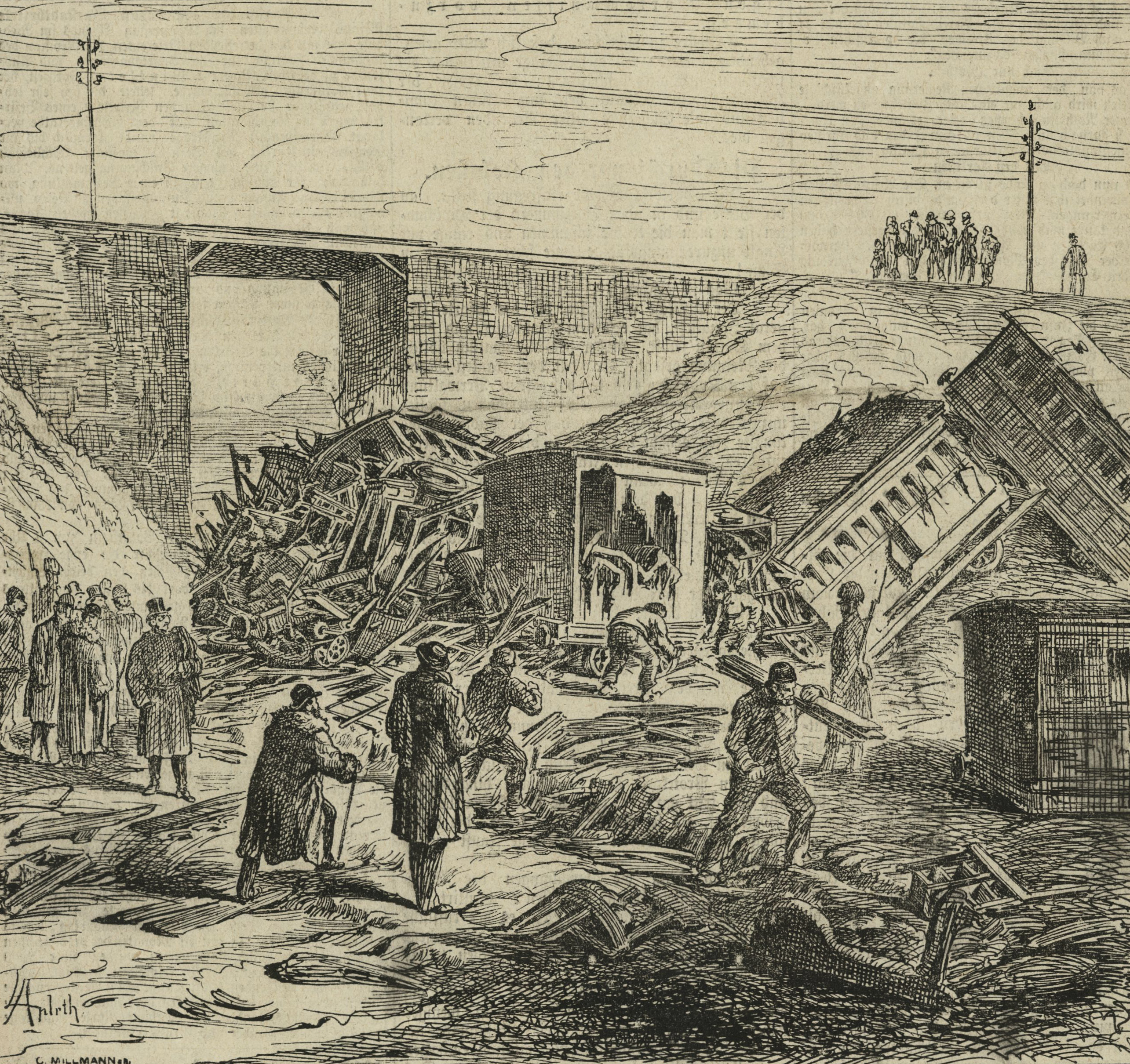
Zugunglück bei Schwarzenau (1875)

Die zunächst kostengünstige Bauausführung mit hölzernen Brückentragwerken nötigte bald einen Austausch dieser gegen Eisenbrücken. Außerdem kam es an mehreren Stellen, vor allem aber im Streckenabschnitt Limberg-Maissau – Eggenburg bereits beim Bau zu Problemen mit dem instabilen Untergrund am Ostabhang des Manhartsberges, welcher in Folge zu Hangrutschungen und 1879 sogar zu einer Zugentgleisung führte.
1884 wurde die Strecke verstaatlicht und von den k.k. Staatsbahnen übernommen. Mit dem Bau der 1889 eröffneten Kamptalbahn, der Thayatalbahn (ab 1891) sowie der Zwettler Lokalbahn (ab 1896) erhielten die Bezirksstädte Horn,  Waidhofen und Zwettl später Anschluss an die Hauptstrecke. 1895 wurde die Lokalbahn nach Raabs errichtet, mit Göpfritz als Ausgangspunkt, während das Waldviertler Schmalspurnetz zwischen 1900 und 1903 von Gmünd ausgehend (bis 1920: Gmünd-Bahnhof) fertiggestellt wurde.

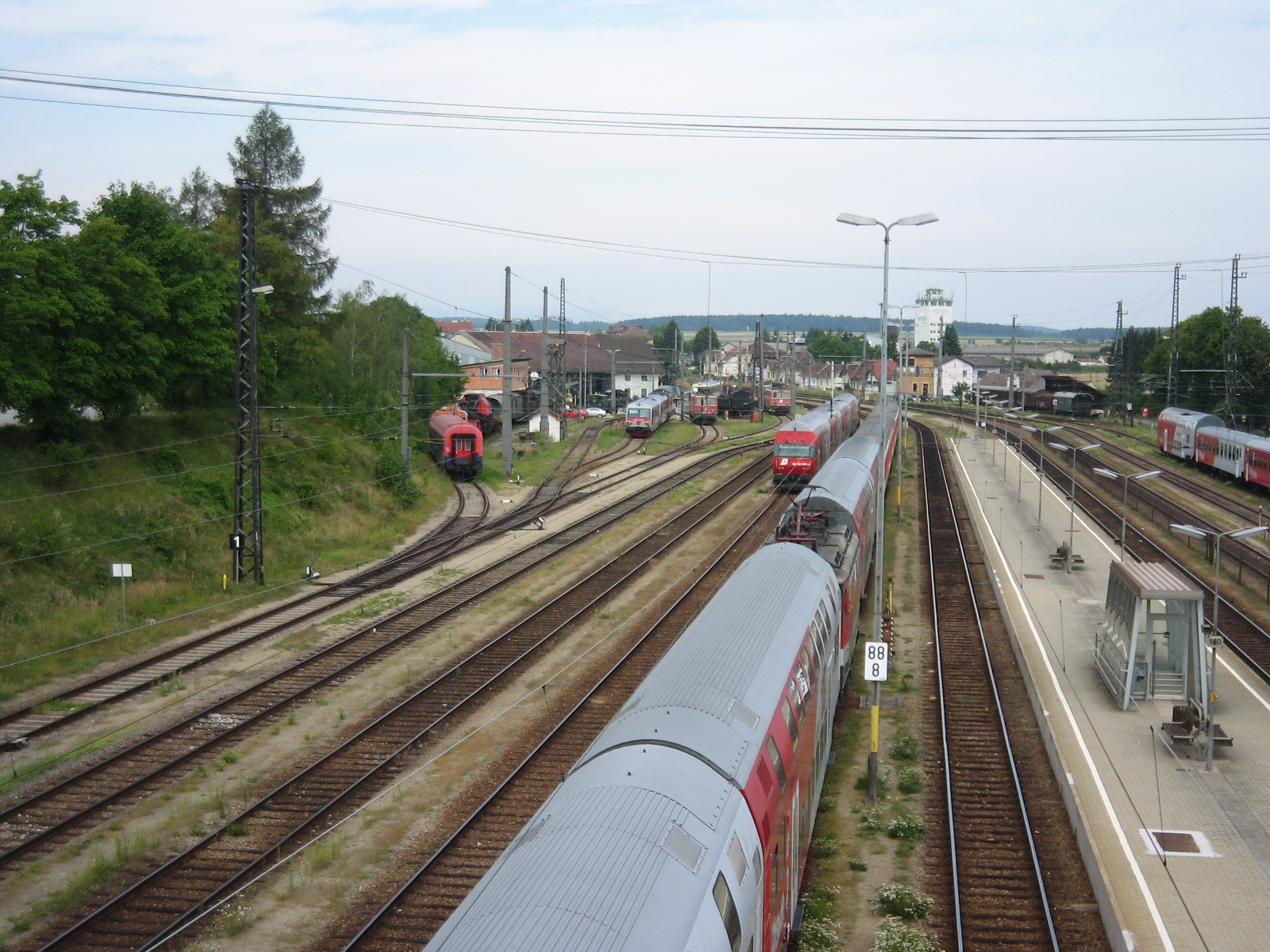
Bahnhof Sigmundsherberg, Blick in Richtung Gmünd, NÖ

Die Bahnlinie wurde vom 7. April 1888 bis Dezember 1889 zwischen Wien und Tulln, bis 1. März 1900 weiter nach Absdorf, 1902 bis Ziersdorf, 1903 bis Sigmundsherberg, 1904 bis Allentsteig und 1905 in ihrer vollen Länge bis Gmünd, zweigleisig ausgebaut. Durch den Ausbau kam es im Bereich Limberg-Maissau – Eggenburg erneut zu großen Problemen mit dem Untergrund. Die Rutschungen des Bahndammes (zeitweise bis zu 3 – 4 Zentimeter pro Tag) konnte nur durch die Errichtung der in einem Bogen liegenden, 267 m langen Hangbrücke Limberg-Maissau in Griff bekommen werden, deren steinerne Pfeiler erst auf dem in bis zum in 29 Metern Tiefe liegenden Fels fundamentiert werden konnten. Das während dem laufenden Betrieb errichtete Bauwerk konnte am 9. November 1912 in Betrieb genommen werden.
Ab 1898 war der Abschnitt von Heiligenstadt bis Tulln an der Donau außerdem in das Netz der in jenem Jahr neu eröffneten Wiener Stadtbahn integriert. Diese Verknüpfung entfiel in Folge der Inbetriebnahme der Wiener Elektrischen Stadtbahn im Jahr 1925 wieder.
Die politischen Änderungen nach dem Ersten Weltkrieg führen dazu, dass der Gmünder Hauptbahnhof (heute bekannt als České Velenice) mit 31. Juli 1920 vom tschechoslowakischen Militär besetzt wurde. Infolgedessen wurde der Stadtbahnhof (heute allgemein als Gmünd N.Ö. bekannt) ausgebaut. 1930 wird der Bahnhof Absdorf-Hippersdorf erneuert. Bis zu seiner finalen Modernisierung von 2010 bis 2012 ist er in dieser Form erhalten geblieben. In der Zwischenkriegszeit ist die Nachfrage nach Personen- und Güterzügen so gering gewesen (lediglich 5 Personenzugspaare und 2 Güterzugspaare verkehrten zwischen Sigmundsherberg und Gmünd), dass ab den 1930er-Jahren die Diskussionen über eine Abtragung des zweiten Streckengleises immer stärker entfachten.
Während des Zweiten Weltkrieges erhielt die Franz-Josefs-Bahn weitere Ausbauten. Beispielsweise erhält der in Langenlebarn neu gebaute Militärflughafen, mittels einer Anschlussbahn vom Bahnhof Tulln ausgehend, die Anbindung an die Bahnstrecke. Diese Anschlussbahn wurde zwischen 2020 und 2022 erneuert. Weiters sind etliche Bahnhöfe wie Groß-Weikersdorf, Limberg-Maissau, Hötzelsdorf-Geras und Pürbach-Schrems vergrößert worden, was auch heute noch bemerkbar ist. Im Jahr 1945 wurde die Franz-Josefs-Bahn mehrmals Ziel von strategischen Angriffen. Der Franz-Josefs-Bahnhof wurde durch Bomben und Beschuss schwer beschädigt, in Nußdorf wurde das Bahnhofsgebäude im März 1945 abgebrannt, der Bahnhof Heiligenstadt erlitt schwere Schäden durch Bombenangriffe. In Tulln wird die Brücke über die Kleine Tulln am 7. April, und die Donaubrücke am 8. April um 19:50 durch NS-Truppen gesprengt. Der Gmünder Hauptbahnhof wurde am 23. März 1945 fast vollständig zerstört, während in Limberg die beabsichtigte Sprengung der Hangbrücke durch die Ortseinwohner verhindert werden konnte. Nach Kriegsende wurde die Franz-Josefs-Bahn zweigeteilt geführt. Von Absdorf ausgehend wurde der Zugverkehr nach Wien über die dortige abzweigende Lokalbahn nach Stockerau geführt. Die Tullner Donaubrücke wurde mit 15. September 1948 wiedererrichtet. Bis zu diesem Zeitpunkt wurde ein Pendelverkehr zwischen einer notdürftig eingeführten Rollfähre und dem Bahnhof Absdorf-Hippersdorf installiert.

### 1950–2000

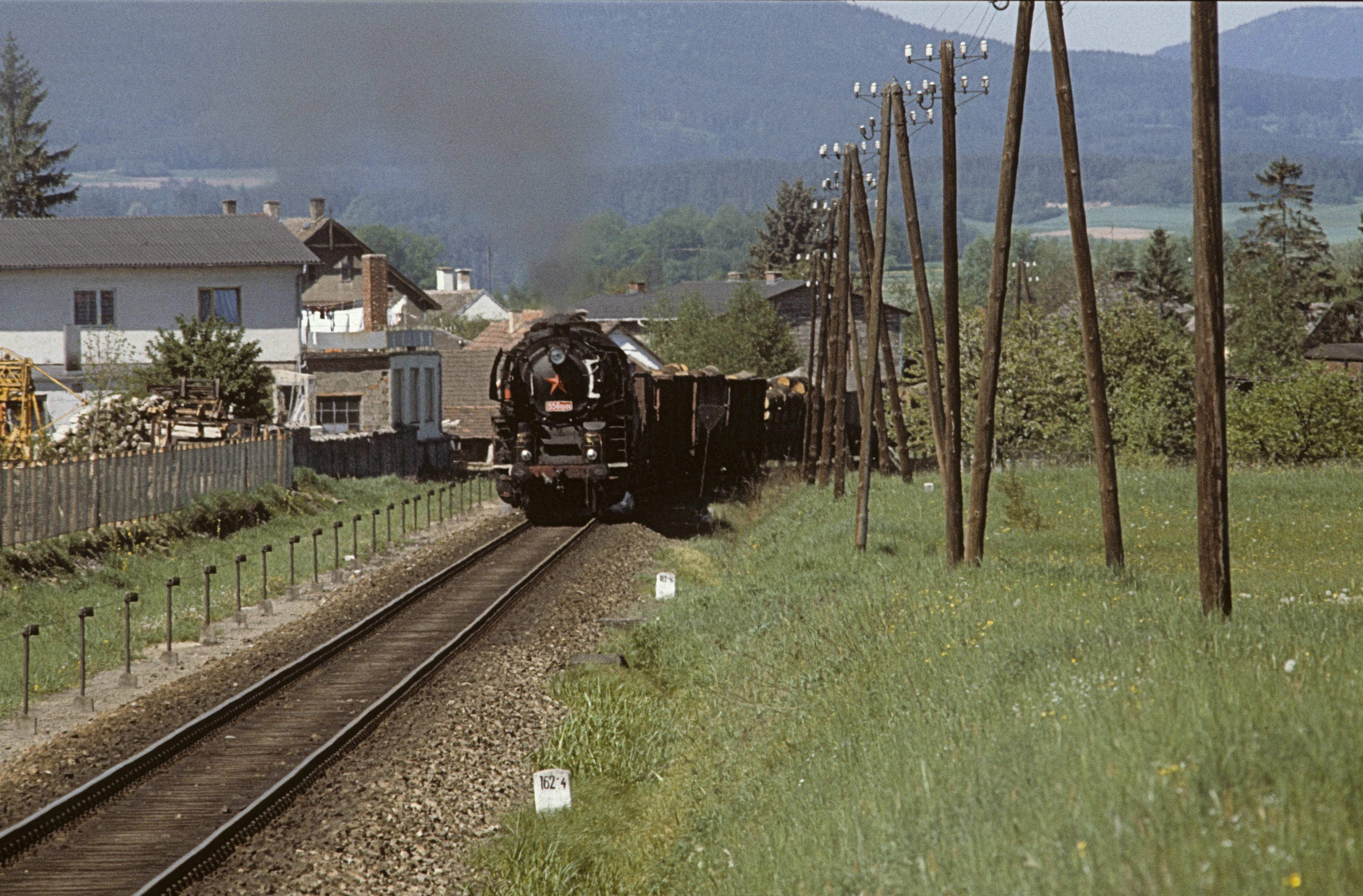
ČSD 556.0506 erreicht nach passieren der Staatsgrenze den Bahnhof Gmünd NÖ (1979)

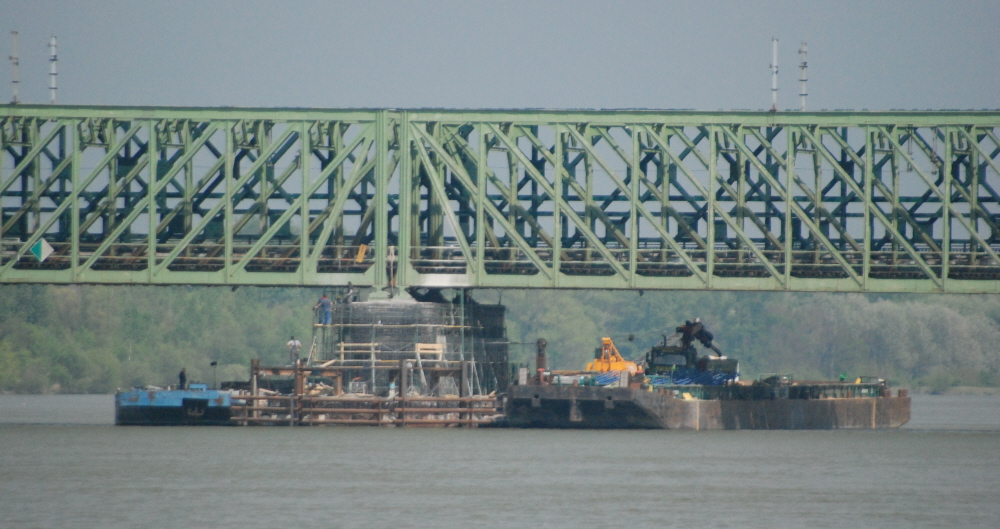
Sanierung des Brückenpfeilers der Donaubrücke in Tulln an der Donau, 2009

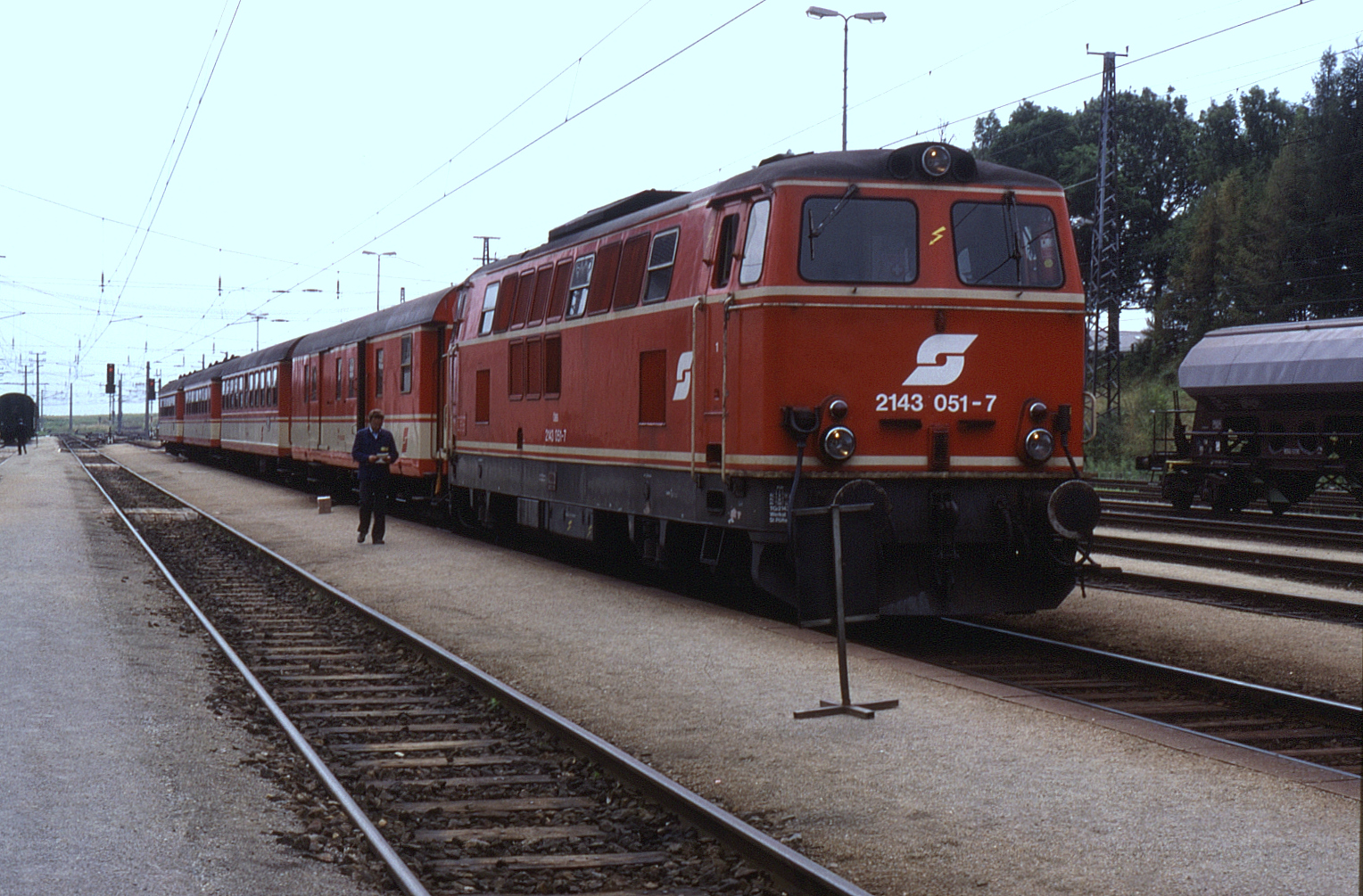
2143 mit Zug in Richtung Gmünd in Sigmundsherberg (1988). Die Strecke bis Gmünd wurde erst in den 1990er Jahren elektrifiziert.

In den 1950er-Jahren wurde der Expresszug Vindobona erstmals über die Franz-Josefs-Bahn geführt. Als Folge der politischen Situation nach dem Zweiten Weltkrieg ist abermals das Angebot an Personen- und Güterzügen stetig reduziert worden. Am 10. September 1958 wurde mit dem Abtrag des zweiten Streckengleises zwischen Sigmundsherberg und Gmünd begonnen, welcher mit 3. Mai 1960 abgeschlossen wurde. Zwei Jahre später wurde der Abschnitt bis zur Staatsgrenze zur Eingleisigkeit reduziert. Während im Waldviertel das Verkehrsangebot stetig sank, wurde auf der „unteren“ Franz-Josefs-Bahn (Wien – Absdorf) ab dem Sommerfahrplan 1965 ein zusätzlicher Pendelverkehr mit Dieseltriebwagen der Reihe 5046 bis Tulln eingeführt. Von 16. November 1967 bis 3. Juni 1969 wurde das zweite Streckengleis zwischen Absdorf-Hippersdorf und Sigmundsherberg abgetragen; seither wird nur mehr die Strecke zwischen Wien und Absdorf-Hippersdorf zweigleisig betrieben. Ab den 1960ern wurde das Angebot an internationalen Verbindungen mit dem Sanssouci – dem Namen des Nachtzuges – erweitert. Der Nachtzug fuhr dieselbe Route wie der oben genannte Vindobona-Express.
Ab dem 4. Oktober 1976 wurde die Franz-Josefs-Bahn in mehreren Etappen elektrifiziert. Am 23. September 1978 wurde der Abschnitt Wien Franz-Josefs-Bahnhof – Tulln an der Donau elektrifiziert, ein Jahr später, am 27. Mai 1979 folgte der Streckenteil Tulln an der Donau – Absdorf-Hippersdorf. Am 28. September 1984 wurde das Teilstück Absdorf-Hippersdorf – Sigmundsherberg als elektrifizierte Strecke freigegeben. Nun fehlte noch der Abschnitt Sigmundsherberg – Gmünd NÖ. Zehn Jahre nach der letzten Erweiterung des elektrifizierten Bahnnetzes folgte der Teil Sigmundsherberg – Wurmbach (9. September 1994), hauptsächlich für Militärzüge zum nahegelegenen Truppenübungsplatz Allentsteig. Im Herbst 1995 wurde schließlich die gesamte Franz-Josefs-Bahn im österreichischen Abschnitt zur elektrifizierten Hauptbahn erklärt. Zeitgleich erhielten viele Bahnhöfe von 1982 bis 1994 neue Mittelbahnsteige, Fußgängerunterführungen sowie Park & Ride-Anlagen.
1992 wurde der Bahnhof Pürbach-Schrems zum bestgepflegtesten Bahnhof Österreichs gewählt. Bis in die 1990er Jahre verkehrte der Expresszug Vindobona über die Franz-Josefs-Bahn, dann wurde er auf die Nordbahn verlegt. Die Strecke wird seither nur noch von Regionalzügen bedient. Die schneller befahrbare Nordbahn über Hohenau/March mit Anschluss nach Brünn übernahm den Hauptteil des Bahnverkehrs in Richtung Tschechien.
Neben den Elektrifizierungen verloren zahlreiche Haltestellen entlang der Franz-Josefs-Bahn ihren Anschluss zum öffentlichen Verkehr. 1994 wurden im Zuge der Elektrifizierung des Abschnittes Sigmundsherberg–Gmünd die Haltestellen Kainreith-Walkenstein, Ludweishofen, Echsenbach, Hoheneich sowie der Bahnhof Blumau/Wild geschlossen. Zwei Jahre später folgten aufgrund sehr schwacher Nutzung Neuaigen-Stetteldorf und Grafenberg.

### 2000–2020
2004 wurde die Haltestelle Wien Kahlenbergerdorf aufgelöst. Elf Jahre später mussten erneut einige Haltestellen – meist wegen geringer Anzahl an Fahrgästen (Tagesfrequenz von 16 bis 18 Fahrgästen) – daran glauben. Dieses Mal betraf es Absberg, Großwiesendorf-Tiefenthal, Glaubendorf-Wetzdorf, Ravelsbach, Straning und Klein Meiseldorf-Maria Dreieichen. Am 12. Dezember 2015 folgte der letzte Betriebstag für diese Haltepunkte, die Auflassung erfolgte trotz anfänglichen Protests der Einheimischen. Eine Fahrtzeitverkürzung zwischen Wien und Sigmundsherberg konnte jedoch durch diesen Schritt ermöglicht werden.
Von Dezember 2005 bis Dezember 2009 fuhren täglich zwei internationale Züge auf der Franz-Josefs-Bahn: nach Budweis („Silva Nortica“) und nach Pilsen via Budweis („Hopfen & Malz“). Im Fahrplan 2009 wurden die zwei internationalen Züge als ER (EuRegio) und nur mehr bis Budweis geführt. Von 22. März 2009 bis einschließlich 26. Oktober 2009 wurde ein internationaler Zug wegen der Sanierung der Tullner Donaubrücke in zwei Teilen geführt; der eine von Wien bis Tulln an der Donau, der andere von Stockerau über Absdorf-Hippersdorf bis Gmünd, NÖ. Seit dem Fahrplan 2010 verkehren keine ER-Züge mehr, statt ihnen verkehrt ein REX (Regional EXpress) in einem annähernden Zweistundentakt von Wien Franz-Josefs-Bahnhof bis České Velenice und zurück. Der REX „Silva Nortica“ fährt seit der Fahrplanänderung 2011 nur mehr von Wien nach Gmünd; von České Velenice bestehen zweistündlich Anschlüsse nach České Budějovice und Veselí nad Lužnicí.
Während der Landesausstellung in Heldenberg (Bez. Hollabrunn) wurde 2005 eine provisorische Haltestelle, bestehend aus einem Holzbahnsteig, errichtet. Bis zum 29. Oktober 2006 wurde diese Haltestelle jeden Samstag von den damals noch verkehrenden Eil- und Regionalzügen zwischen Wien und Gmünd bzw. Sigmundsherberg bedient, ehe sie wieder aufgelassen und abgetragen wurde.
Als Teil der großen Bahnhofsoffensive wurden die Knotenbahnhöfe Heiligenstadt, Absdorf, Gmünd und Tulln an der Donau bereits umgebaut. Die Modernisierungen dieser erfolgte 2005–2007, 2010–2012, 2014–2017, sowie 2017–2019. Die Bahnhöfe Schwarzenau und Sigmundsherberg wurden zeitgemäß während der 90er-Jahre umgebaut.
Mit der Fahrplanumstellung im Dezember 2017 gibt es auf der oberen Franz-Josefs-Bahn (Sigmundsherberg – Gmünd) wochentags (außer freitags) ab 14:28 Uhr (ab Wien Franz-Josefs-Bahnhof) mindestens einen Stundentakt bis 20:28 Uhr. Zudem wird im Bereich Wien Franz-Josefs-Bahnhof – Kritzendorf morgens und nachmittags Viertelstundentakt auf der S40 eingerichtet. Seit dem Fahrplanwechsel Dezember 2020 verkehrt diese verstärkte Schnellbahn als R40 im Abschnitt Wien Franz-Josefs-Bahnhof – St. Andrä-Wördern. Diese neuen Regionalzüge haben die letzten REX nach Krems/Gmünd von St. Andrä-Wördern verdrängt, welche bis 11. Dezember 2020 noch an diesem Bahnhof einen Halt eingelegt haben (dies waren jedoch nur vier Züge). Die Anzahl der dort haltenden RegionalExpresszüge ist somit auf einen gesunken, der REX 2809 (aus Krems kommend) ist der letzte verbleibende.
Bis Herbst 2019 fuhr der „Radtramper Donau“ zwischen Wien Franz-Josefs-Bahnhof und Passau. Mittlerweile wurde seine Route auf den Abschnitt Linz Hauptbahnhof – Passau Hauptbahnhof beschränkt. Als Grund wurde schwache Nutzung des Freizeitangebotes angegeben.

### 2020-heute
Mit Fahrplanwechsel im Dezember 2020 erhielten zudem die REX-Verbindungen (im Zuge der Einführung von Liniennummern für Regionalverkehrszüge in ganz Ostösterreich) Liniennummern. Die Züge auf der Strecke nach Krems heißen „REX4“, jene auf der Strecke nach Gmünd „REX41“. In derselben Fahrplanperiode wurde eine Spätverbindung (21:28 ab Wien) von Sigmundsherberg nach Schwarzenau verlängert, dort bestand vorübergehend ein Busanschluss nach Gmünd. Diese Zugverbindung wurde ein Jahr später jedoch bis nach Gmünd verlängert, wodurch die Bezirkshauptstadt an der Staatsgrenze eine weitere späte Anbindung im Zugverkehr am Abend sowie morgens einen weiteren Zug Richtung Wien erhielt. Der letzte REX nach Sigmundsherberg zurück wurde im Zuge dessen wieder abgeschafft. Weiters wird Gmünd mit einem weiteren REX41 (22:28 ab Wien; letzter Zug ins Waldviertel) an Wochenenden und Feiertagen angefahren, welcher an anderen Tagen bereits in Sigmundsherberg endet.
Im Frühjahr 2021 wurden aber Überlegungen angestellt, den Vindobona ab 2022/23 wieder über Gmünd zu führen. Im Mai 2022 wurde der neue Schnellzug Wien – Praha auch offiziell von der Politik bestätigt, seine Haltepunkte beschränken sich in Österreich auf die drei Wiener Bahnhöfe Wien FJB, Spittelau und Heiligenstadt, der Bezirkshauptstadt Tulln an der Donau, den historisch relevanten Stationen Eggenburg und Sigmundsherberg, Göpfritz, Schwarzenau, Vitis und Gmünd. Unter dem Namen Silva Nortica verkehrt die neue Verbindung seit dem Fahrplanwechsel am 11. Dezember 2022.

## Trassierung

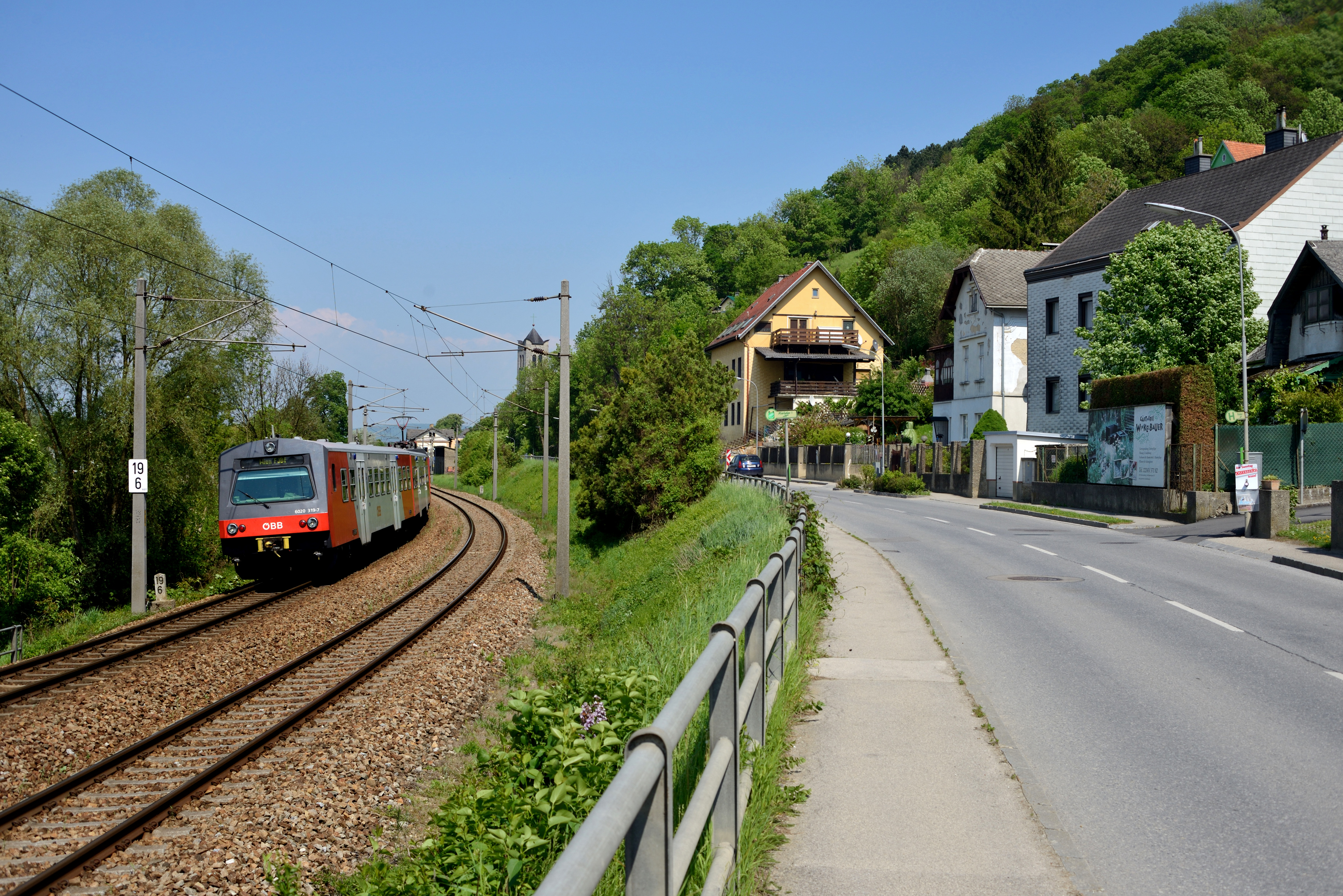
Streckenführung bei Altenberg

Die Strecke beginnt am Wiener Franz-Josefs-Bahnhof am Alsergrund unweit des Donaukanals. Am rechten Donauufer nach Tulln an der Donau strebend, läuft die Trasse teils unmittelbar an der Donau, teils (insbesondere ab Greifenstein) landeinwärts.
Nach der Donauquerung bei Tulln an der Donau folgt die Trasse in Hanglage dem weiten Tal der Schmida nach Norden und wurde nicht über das Kamptal geführt. Die Hochfläche des Waldviertels wird somit nicht über das Horner Becken, sondern in gefällegünstiger Ausnützung von Seitengräben am vergleichsweise flacheren Ostabfall des Manhartsbergs bei Eggenburg erreicht. Dennoch war es notwendig, gleich hinter Eggenburg das hier tief eingeschnittene Tal der Schmida mit einer hohen Brücke zu übersetzen.
Ab Sigmundsherberg, dem Oberlauf der Pulkau folgend, vermeidet die Linienführung westwärts ziehend den zertalten Landstrich der Wild und holt dabei nordwärts bis auf die Höhe der ehemaligen Haltestelle Ludweishofen aus. Damit folgt sie hier der Wasserscheide zwischen Kamp und Thaya, bis sie sich über Irnfritz nach Göpfritz in das Thayatal hinabsenkt und ab Höhe Windigsteig (kurz vor Schwarzenau) Richtung Vitis der Thaya folgt. Der Scheitelpunkt der Strecke (553,1 m.ü.A) in Streckenkilometer 104,4 liegt im Bereich einer Wegüberführung bei Irnfritz, die vom Dampflokpersonal früher auch „Seufzerbrücke“ genannt wurde, weil ab hier der anstrengendste Streckenteil für die Lokomotivheizer vorbei war und dies oftmals mit einem erleichterten Seufzen quittiert wurde.
Nachdem die Strecke nun bis Vitis wieder ansteigend dem Lauf der Deutschen Thaya gefolgt war, passiert sie nun bei Hirschbach (Niederösterreich) in Kilometer 151,2 schließlich die Europäische Hauptwasserscheide (533,9 m.ü.A.) bevor sie in Gmünd das weite Tal der Lainsitz erreicht.

## Zugverkehr

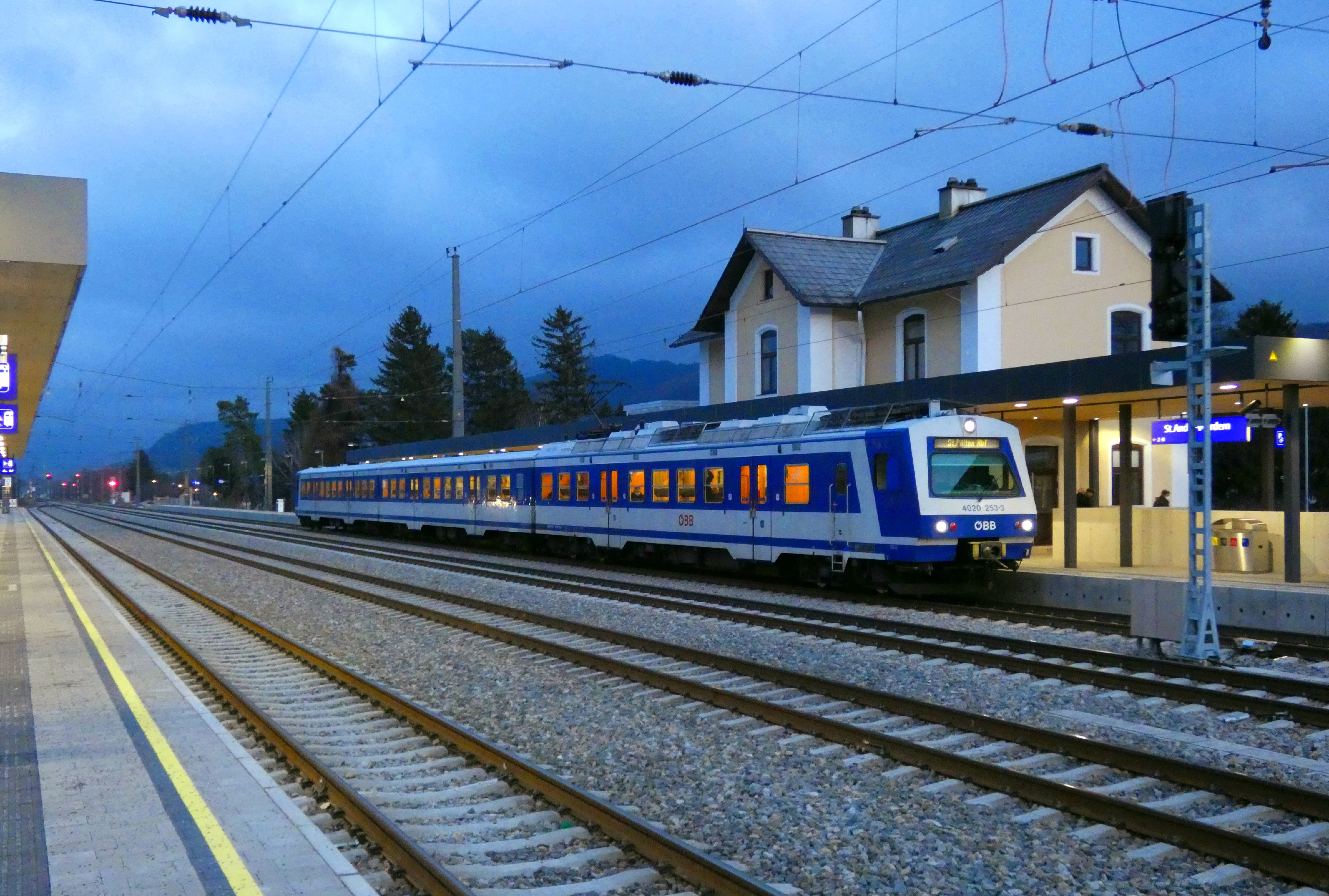
Ein 4020-Triebwagen legt im 2020 umgebauten Bahnhof St. Andrä-Wördern als S-Bahn einen Halt ein.

Auf der Franz-Josefs-Bahn verkehren Regionalzüge nach Sigmundsherberg, Gmünd/České Velenice, Krems sowie S-Bahn-Züge nach St. Pölten. Derzeit gibt es von und aus dem Waldviertel an Werktagen drei „Sprinter-Züge“, welche zahlreiche Haltestellen überspringen. Von diesen drei hält einer pro Richtung zwischen Wien Heiligenstadt und Eggenburg nur in Tulln, die restlichen beiden überspringen auch die Bezirkshauptstadt an der Donau. Einer der drei Züge Richtung Gmünd fährt zudem auch nur freitags, bekannt unter dem Namen „Waldviertel Express“ (oder REX 2112), welcher mit 1:53h die schnellstmöglichste Verbindung von Wien FJBf nach Gmünd NÖ anbietet. In der Regel benötigt man für die Strecke etwas mehr als zwei Stunden. Zusätzlich fahren auch am Wochenende schnellere REX-Züge ins obere Waldviertel. Nach Tschechien verkehren zwei Zugpaare, eines täglich und ein zweites verstärkend an Wochenenden. Diese fahren hauptsächlich in den Trassen der „schnellen“ RegionalExpress-Züge auf der Strecke.

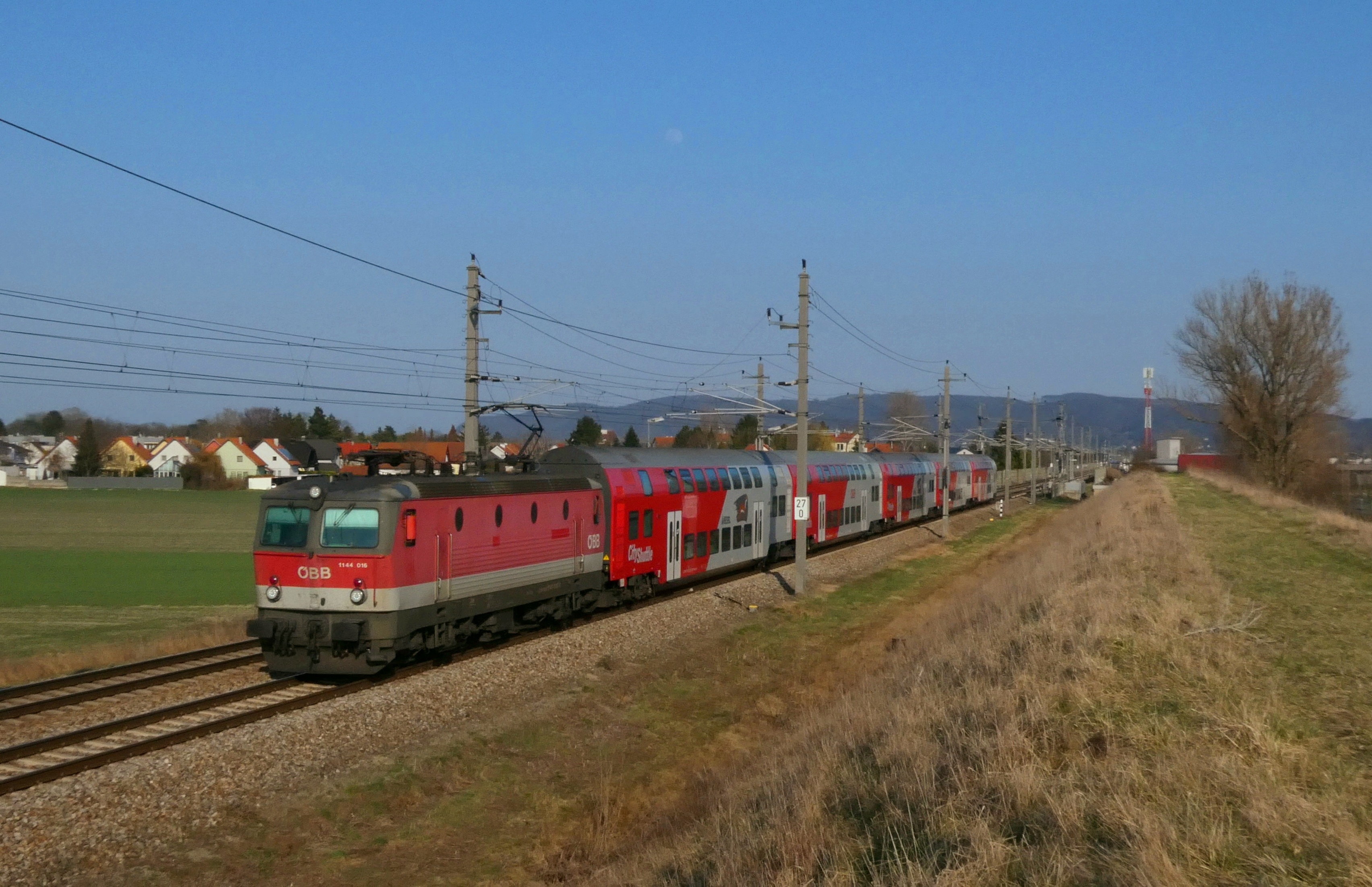
Lokomotive der Reihe 1144 als REX41 nach Sigmundsherberg in Muckendorf-Wipfing.

Die Zugkreuzungen der Personenzüge im eingleisigen Abschnitt zwischen Absdorf-Hippersdorf und Gmünd, NÖ finden stündlich in Limberg-Maissau und zweistündlich in Irnfritz statt. In der Hauptverkehrszeit sind auch solche in Großweikersdorf, Ziersdorf, Eggenburg, Sigmundsherberg, Göpfritz und Schwarzenau vorgesehen. Prinzipiell sind in jedem Bahnhof außer Hirschbach bei Gmünd Zugkreuzungen möglich, zumal sie alle mindestens zwei Gleise besitzen. Die zweigleisige Strecke zwischen Absdorf-Hippersdorf und dem Franz-Josefs-Bahnhof in Wien wird im Linksverkehr betrieben.
Auf der Franz-Josefs-Bahn verkehren im Fahrplanjahr 2022/23 4 Linien:
| Linie | Strecke | Takt (min)                | Fahrzeugeinsatz                                                     | Anmerkung                                                                                                   |
| ----- | --- | ------------------------- | ------------------------------------------------------------------- | --- |
| R40   | St. Andrä-Wördern – Wien Franz-Josefs-Bahnhof                                                                                                  | ≈30                       | ÖBB 4020 ÖBB 4024 Nahverkehrs-Doppelstockwagen der ÖBB              | Verkehrt nur von Montag bis Freitag in den Stoßzeiten am Morgen und am Nachmittag, um die S40 zu verdichten |
| REX41 | České Velenice/Gmünd – Sigmundsherberg – Eggenburg – Tulln an der Donau – Wien Franz-Josefs-Bahnhof                                            | ≈60/≈120 (nach Gmünd)     | Nahverkehrs-Doppelstockwagen der ÖBB ÖBB 4744/4746 (an Wochenenden) | zur Hauptverkehrszeit stündlich nach Gmünd/halbstündlich nach Sigmundsherberg (mit einzelnen Abweichungen)  |
| REX4  | Krems an der Donau – Hadersdorf am Kamp – Absdorf-Hippersdorf (ab hier auf Franz-Josefs-Bahn) – Tulln an der Donau – Wien Franz-Josefs-Bahnhof | ≈60                       | Nahverkehrs-Doppelstockwagen der ÖBB                                | zur Hauptverkehrszeit halbstündlich                                                                         |
| S40   | St. Pölten Hbf – Tullnerfeld – Tulln Stadt – Tulln an der Donau (ab hier auf Franz-Josefs-Bahn) – Wien Franz-Josefs-Bahnhof                    | ≈30/≈60 (nach St. Pölten) | ÖBB 4020 ÖBB 4024 ÖBB 4744/4746                                     | Halt an allen Stationen, Halbstundentakt zwischen Franz-Josefs-Bahnhof und Tulln Stadt                      |

## Rollmaterial

### Ehemals

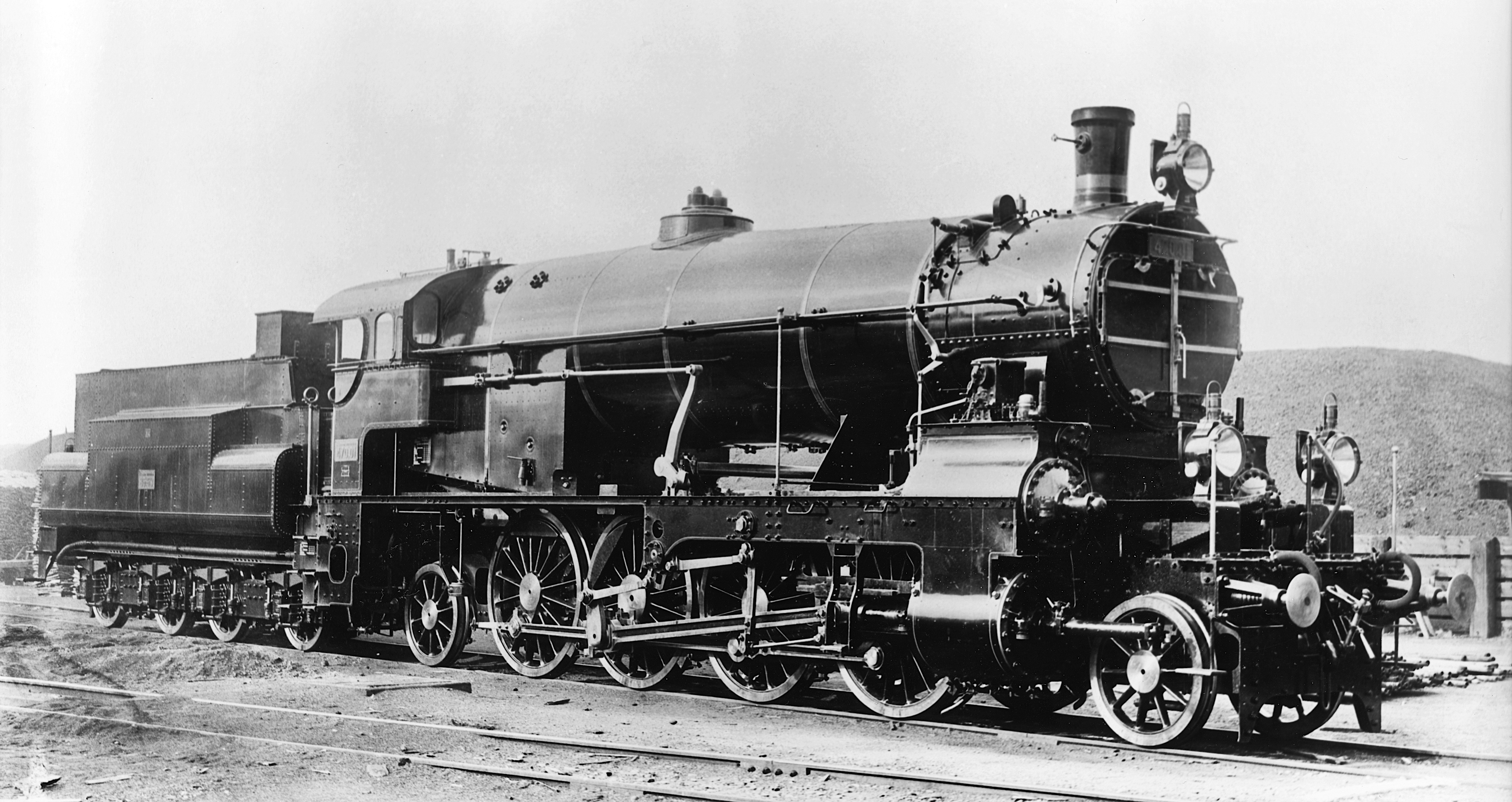
kkStB 470

Zu Zeiten des Dampfbetriebes kamen aufgrund der langen Rampenstrecken mit durchschnittlich 10 Promille Steigung vor allem leistungsstarke Hügelland-Schnellzuglokomotiven zum Einsatz. Zu Zeiten der k.k. Staatsbahnen waren dies neben der Reihe 4 vor allem die Reihen 10, 110 und 108. Diese bespannten die hochwertigen Schnellzüge ins Böhmische Bäderdreieck. Ab 1874 verkehrten in dieser Relation auch Schlafwagen. Da die Strecke zudem die kürzeste Verbindung nach Böhmen darstellte, fuhr hier auch u. a. der kaiserliche Hofzug sowie Erzherzog Franz Ferdinand in seinem Salonwagen Sa 22. Diese Züge wurden von den damals besten Maschinen bespannt.
In der Zwischenkriegszeit war vor allem die Reihe 670 der BBÖ (ehemals kkStB 470) auf der FJB heimisch, aber auch die Reihen 329 und 429 wurden eingesetzt. 1938/39 verkehrten die damals neuen Dieseltriebwagen Reihe VT 44 vor Triebwageneilzügen bis Gmünd. Nach der Angliederung des Sudetenlandes kamen auch Lokomotiven der Československé státní dráhy im Langlauf bis Wien zum Einsatz.
Nach dem Zweiten Weltkrieg kamen vor allem die Reihen 33 und 78 der ÖBB zum Einsatz, auf Teilstrecken verkehrten auch Lokomotiven der Reihen 75 und 93 sowie die damals allgegenwärtige Reihe 52 im Güterverkehr. Nach der „Verdieselung“ prägte vor allem die ÖBB 2050 lange Jahre das Bild der FJB-Züge, die von der Reihe 2143 abgelöst wurden. Im Zuglauf des Vindobona kamen turnusmäßig verschiedene Typen von Dieseltriebwagen zum Einsatz, darunter auch die Blauen Blitze der ÖBB.
Nach der Elektrifizierung waren vor allem die Reihen 1042 und 1044 auf dieser Strecke zu finden.

### Aktuell
Die REX von und nach Sigmundsherberg, Gmünd, České Velenice und Krems bestehen größtenteils aus Wiesel-Doppelstock-Wendezügen (teilweise mit Cityshuttle-Steuerwagen). Seit Fahrplanwechsel 2019/2020 werden die modernisierten Doppelstock-Wagen („Cityjet-DoSto“) auf der Franz-Josefs-Bahn eingesetzt und sind das erste Haupteinsatzgebiet der Garnituren gewesen. Ab und zu werden auf den REX-Verbindungen – hauptsächlich wegen des derzeit problematischen Triebfahrzeug- und Wagenmangels – auch Triebwagen der Reihe 4020 oder außerplanmäßige Eurofima-Wagen der ÖBB eingesetzt, welche sonst nur auf Fernzügen benutzt werden. In Sigmundsherberg, Gmünd und Krems endende Züge werden von den einsystemfähigen Lokomotiven der Reihen 1142 oder 1144 bespannt. Die Züge nach České Velenice benötigen mehrsystemfähige Lokomotiven. Hierfür setzt die ÖBB neben eigenen Loks der Reihe 1116 (Taurus) größtenteils drei baugleiche Lokomotiven der MÁV-Baureihe 470 ein. Die insgesamt zehn Lokomotiven der Reihe 470 (ehemals 1047) der ungarischen Staatsbahnen kommen abwechselnd im Zuge des Kilometerausgleichs zwischen Wien und Tschechien zum Einsatz. Mit Einführung des Silva Nortica-Regionalexpress von und nach Tschechien fahren erstmals seit Abschaffung der ER nach Böhmen von den ČD erworbene Eurofima-Wagen auf der Franz-Josefs-Bahn.
Auf den Zügen der Linien R40 und S40 verkehren zum Großteil die Reihen 4020 und 4024 (Talent 1). An Wochenenden und Feiertagen werden auf dem REX41 Triebwagen der Reihe 4744/4746 eingesetzt. In seltenen Fällen sind sie auch auf dem REX4 nach Krems zu finden. Bereits seit Dezember 2016 ist die Franz-Josefs-Bahn ein Einsatzgebiet der „Cityjets“, wo sie hauptsächlich täglich zwischen Gmünd/Sigmundsherberg und Wien gependelt sind. Zum Fahrplanwechsel im Dezember 2019 wurde ihr planmäßiger Einsatz auf das Wochenende beschränkt, ehe im September 2022 wieder tägliche planmäßige Umläufe auf der Schnellbahn eingeführt worden sind. Bis zur Auflassung der Haltestellen entlang der Teilstrecke Sigmundsherberg – Absdorf fuhren auf den dort haltenden Regionalzügen (diese fuhren teils weiter nach Wien FJBf) ebenfalls Triebwagen der Reihe 4020, manchmal kam ein Dieseltriebwagen der Reihe 5047 zum Einsatz, auch lokbespannte Garnituren waren planmäßig vorgesehen.

## Zukunftspläne
Die Verkehrsministerien von Tschechien und Österreich haben eine gemeinsame Erklärung zur Modernisierung der Bahnstrecke zwischen dem Wiener Franz-Josefs-Bahnhof und dem Prager Hauptbahnhof unterzeichnet. Im Rahmen dieses Projekts wird der tschechische Abschnitt der Strecke bis 2028 vollständig elektrifiziert. Zusätzlich sind eine Erhöhung der Streckengeschwindigkeiten und partieller zweigleisiger Ausbau vorgesehen. Die Gesamtmodernisierung ist für eine Fertigstellung bis 2032 geplant. Nach Abschluss dieser Maßnahmen wird die Reisezeit auf dieser Route auf etwa 4 Stunden und 30 Minuten reduziert sein, was eine Verkürzung um rund 40 Minuten gegenüber der aktuellen Fahrzeit darstellt.
In den vergangenen Jahren wurden für den Personenverkehr auf der Franz-Josefs-Bahn einige Attraktivierungsmaßnahmen vorgenommen; so weist der Regionalverkehr entlang des Streckenabschnittes zwischen Wien und Sigmundsherberg ganztägig eine stündliche Taktfrequenz auf, wobei das Angebot zu stark frequentierten Tageszeiten auf einen Halbstundentakt ausgeweitet wird. Zudem erfuhren einige Bahnhöfe und Haltestellen eine Modernisierung zu barrierefreien Haltepunkten; nichtmodernisierte Infrastruktur ist stellenweise weiterhin in Wien und im nördlichen Waldviertel zu erkennen. Der Wunsch nach weiteren Ausbaumaßnahmen, vorwiegend entlang des Streckenabschnittes nördlich des Knotenbahnhofes Absdorf-Hippersdorf, ist seit offiziellem Fall der Planungen um eine mögliche Waldviertelautobahn wiederkehrender Gegenstand mehrerer Initiativen (siehe Abschnitt „Neubauprojekte“). 
Wie es auch auf anderen Bahnstrecken bereits der Fall war (siehe Südbahn), ist eine Umstellung auf die Benutzung des rechten Streckengleises seit Jahren im Gespräch, konkrete Informationen wurden der Öffentlichkeit bislang jedoch vorbehalten.

### Neubauprojekte
In den 2020er-Jahren wird eine direkte Anbindung an die Bezirkshauptstadt Horn geplant. Zwischen den Ortschaften Kleinmeiseldorf und Stockern soll eine Abzweigung von der Hauptstrecke errichtet werden, welche nach ungefähr drei Kilometern Streckenlänge in die derzeit bestehende Kamptalbahn mündet. Der Abschnitt bis Horn wird in diesem Zeitraum elektrifiziert und dadurch werden Direktzüge Wien – Horn möglich sein, wodurch der Bahnknoten Sigmundsherberg an Bedeutung verlieren wird. Zudem soll im Abschnitt Absdorf-Hippersdorf – Sigmundsherberg die Strecke an gewählten Stellen zweigleisig ausgebaut werden. Die insgesamten Kosten betragen über 80 Millionen € und das gesamte Projekt ist im Rahmenplan der ÖBB eingetragen. Zusätzlich fordern Initiativen wie „Pro FJB“ weitere Neubaustrecken zwischen Absdorf und Gmünd, beispielsweise zwischen Ziersdorf und Eggenburg, Horn – Göpfritz oder eine Spange von Allentsteig. Diese wurden von der Regierung jedoch mehrfach geprüft und deren Sinnhaftigkeit und Wirtschaftlichkeit widerrufen. Bis Dezember 2025 ist geplant, die Strecke bis Nußdorf, 2026 bis Absdorf-Hippersdorf und 2030 die gesamte Strecke auf österreichischem Gebiet mit dem Zugbeeinflussungssystem ETCS auszurüsten.

### Umbau Wien Franz-Josefs-Bahnhof

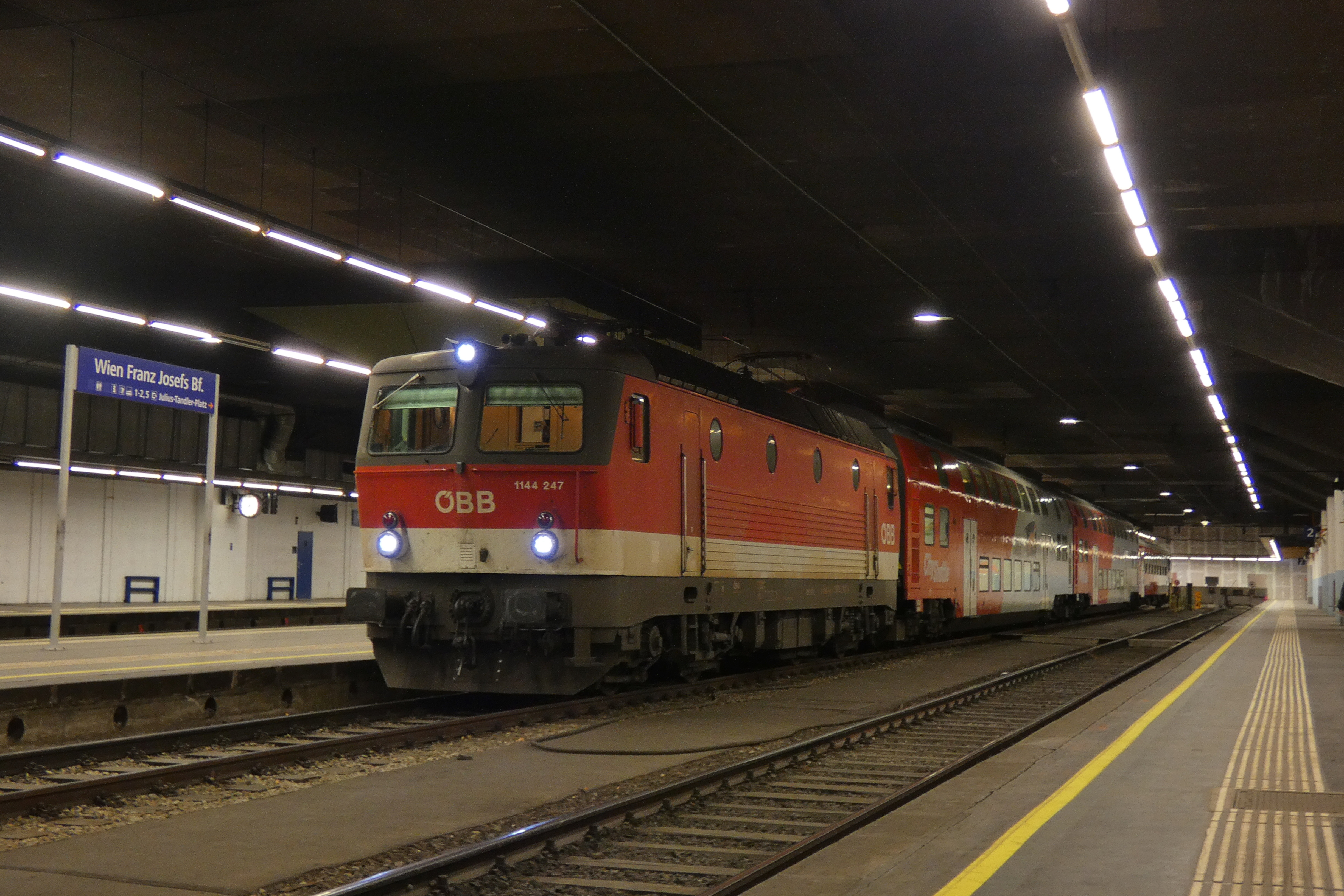
Ein Personenzug am noch nahezu unberührten Franz-Josefs-Bahnhof. Bis 2024 soll der Kopfbahnhof modernisiert werden.

Seit dem Sommer 2021 wird der Franz-Josefs-Bahnhof umgebaut. Alle fünf Bahnsteige werden modernisiert sowie die Gleisanlagen erneuert. Ziel sei, Komfort, Moderne und Barrierefreiheit am Herzstück der Franz-Josefs-Bahn zu ermöglichen, so die Bundesbahnen. Bis in die 2010er Jahre befanden sich in der Eingangshalle mehrere kleine Geschäfte, manche dieser sind noch nahe dem Bahnhof zu finden, liegen jedoch nicht direkt im Eingangsbereich. Das letzte Geschäft, welches aus dem Bahnhofsgebäude hinaus übersiedelte, war eine kleine Bäckereifiliale. Die Halle ist derzeit nur limitiert zugänglich. Zwischen 12. Dezember 2021 und 10. Dezember 2022 sind die Linien S40 und R40 nicht mehr vom FJBf gefahren, die Wende hat am Bahnhof Heiligenstadt stattgefunden, der Halt in Spittelau ist ausgefallen. Die Regionalexpress-Verbindungen sind mit einzelnen Ausnahmen bis zum Franz-Josefs-Bahnhof durchgebunden worden. Mit Fahrplanwechsel Dezember 2022 sind die neuen Bahnsteige des Kopfbahnhofes eröffnet worden, seither ist der Zugverkehr wieder wie vor Beginn der Bauarbeiten. Der Umbau sollte ursprünglich im Sommer 2023 beendet werden. 2024 wurden alle Umbauarbeiten abgeschlossen

## Güterverkehr

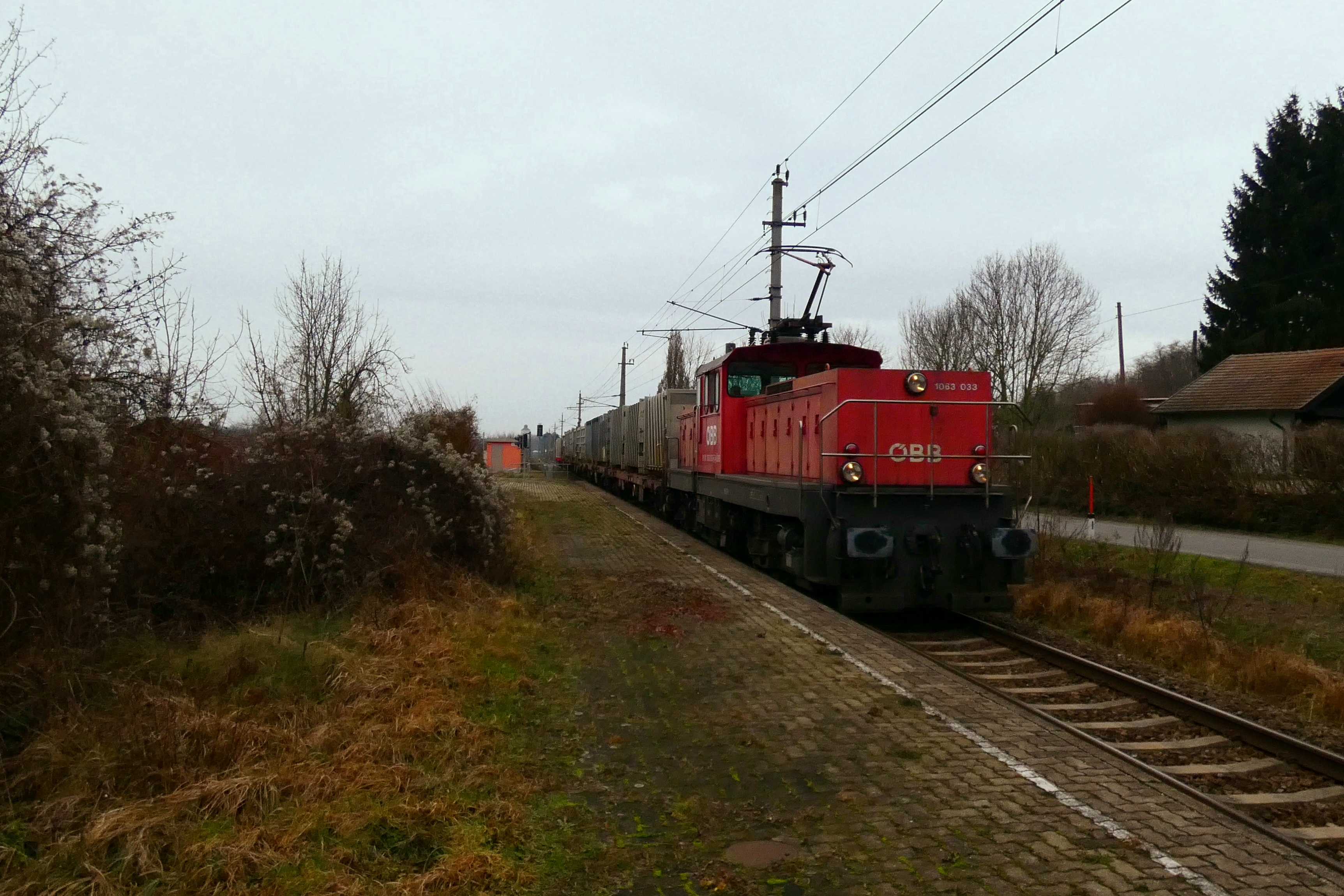
Eine Lokomotive der Reihe 1063 bringt Güter ins Waldviertel.

Güterzüge werden derzeit hauptsächlich mit Lokomotiven der Reihe 1116 bespannt; von Zeit zu Zeit können auch Loks anderer Reihen wie 1063, 1142, 1144, 1293 oder 2016 auf der Strecke angetroffen werden. Die Hauptfracht besteht aus Holz und Hackgut, das aus dem Gebiet um Waldhausen abtransportiert wird. Im Herbst sind verstärkt mit Kartoffeln beladene Güterwagen für die Agrana in Gmünd unterwegs. Bei Bedarf verkehren auch Militärzüge zur Anschlussbahn (AB) Wurmbach des Truppenübungsplatzes Allentsteig sowie Sammlerzüge, welche die Güterkunden entlang der Strecke bedienen, wie die Firma Stark in Irnfritz oder das Abfalllogistikzentrum in Sigmundsherberg. Weiters besteht auch eine Anschlussbahn zum Fliegerhorst Brumovski in Langenlebarn, diese wird jedoch sehr spärlich bis gar nicht benutzt. Eine Reaktivierung ist jedoch in Sicht. Die Franz-Josefs-Bahn wird immer wieder als Umleiterroute verwendet, hauptsächlich wenn die Bahnstrecken Linz–Gaisbach-Wartberg oder Gaisbach-Wartberg–České Budějovice (Summerauer Bahn) nicht befahrbar sind. Bis in die 1990er wurden auch Güterzüge über das Pulkautal und weiter auf die FJB umgeleitet, falls es auf der Nordwestbahn zu Unfällen oder Bauarbeiten gekommen ist.

## Unfälle

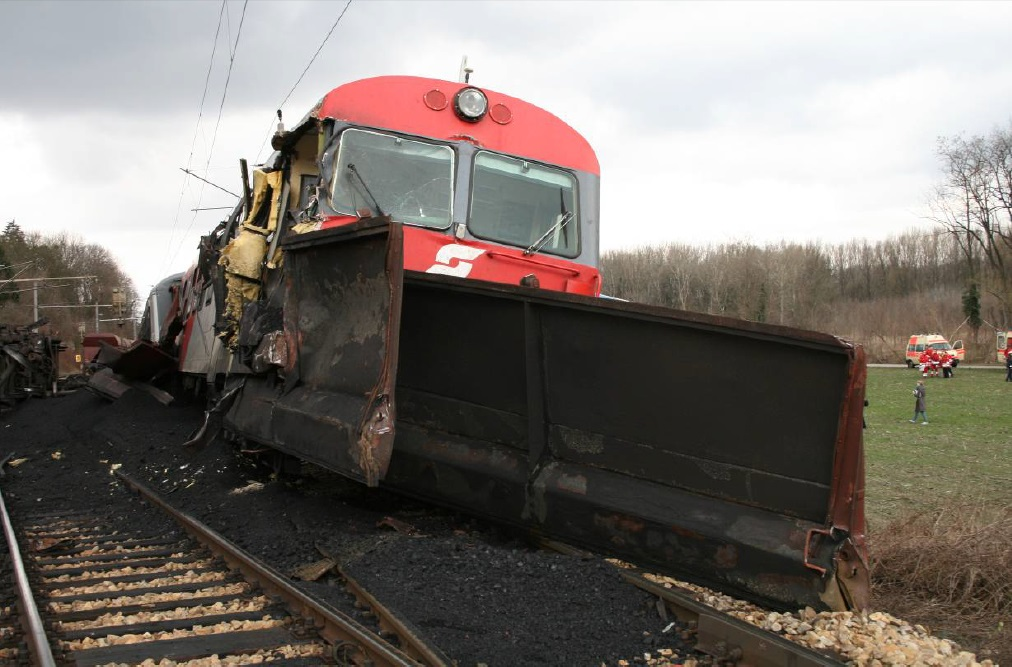
Beschädigter Cityshuttle-Steuerwagen nach Kollision mit Güterzug im Bahnhof Kritzendorf im Jahr 2009.

Am 4. November 1875 entgleiste bei Schwarzenau auf einem 10 Meter hohen Damm in 5 ‰ Gefälle in einem Bogen, wo die Strecke auf eine Brücke zulief, gegen 0:30 Uhr der Personenzug Nr. 9 von Wien nach Prag entlang der Tangente des Kurvenbogens, weil ein Schienenstück gelockert worden war. Mindestens neun Menschen starben bei diesem Zwischenfall.
Am 3. Februar 2009 fuhr der Steuerwagen des REX 2101 zwischen Irnfritz und Hötzelsdorf-Geras in eine ca. 1 Meter hohe Schneewechte und entgleiste mit zwei Achsen. Als Folge der Entgleisung kollidierte der Steuerwagen mit zwei Fahrleitungsmasten und einem Brückengeländer.
Wenige Wochen danach – am 26. März 2009 – kollidierten ein Personen- und ein Güterzug beim Einfahrtsbereich des Bahnhofes Kritzendorf. Durch die Kollision stürzten die letzten drei Wagen des Güterzugs um, der Steuerwagen entgleiste. Der Triebfahrzeugführer im Steuerwagen des Personenzuges überfuhr ein Halt zeigendes Ausfahrsignal. Zwölf Personen wurden verletzt.
Am 17. November 2014 erfasste eine Taurus-Lokomotive einen Traktor auf einem Bahnübergang nahe Trübensee (Gemeinde Tulln; Bahnkilometer 37,560), dessen Motor aufgegeben hatte und in Folge 250 Meter vom REX 2106 (Wien Franz-Josefs-Bahnhof – České Velenice; ÖBB 1116 123 führend) in Richtung Norden geschoben wurde. Niemand ist bei diesem Vorfall verletzt oder getötet worden.
Am 25. September 2015 ereignete sich ein schweres Unglück unweit des Bahnhofes Allentsteig: Ein mit einem Holzerntegerät beladener Sattelschlepper blieb auf einer Eisenbahnkreuzung direkt östlich des Bahnhofes Allentsteig hängen und wurde in der Folge mit knapp 100 km/h vom REX 2150 (Wien Franz-Josefs-Bahnhof – Gmünd NÖ; ÖBB 1144 286 führend) erfasst. Der Triebfahrzeugführer verstarb an der Unfallstelle, der Fahrer des LKW war noch vor der Kollision aus dem Führerhaus geflüchtet.

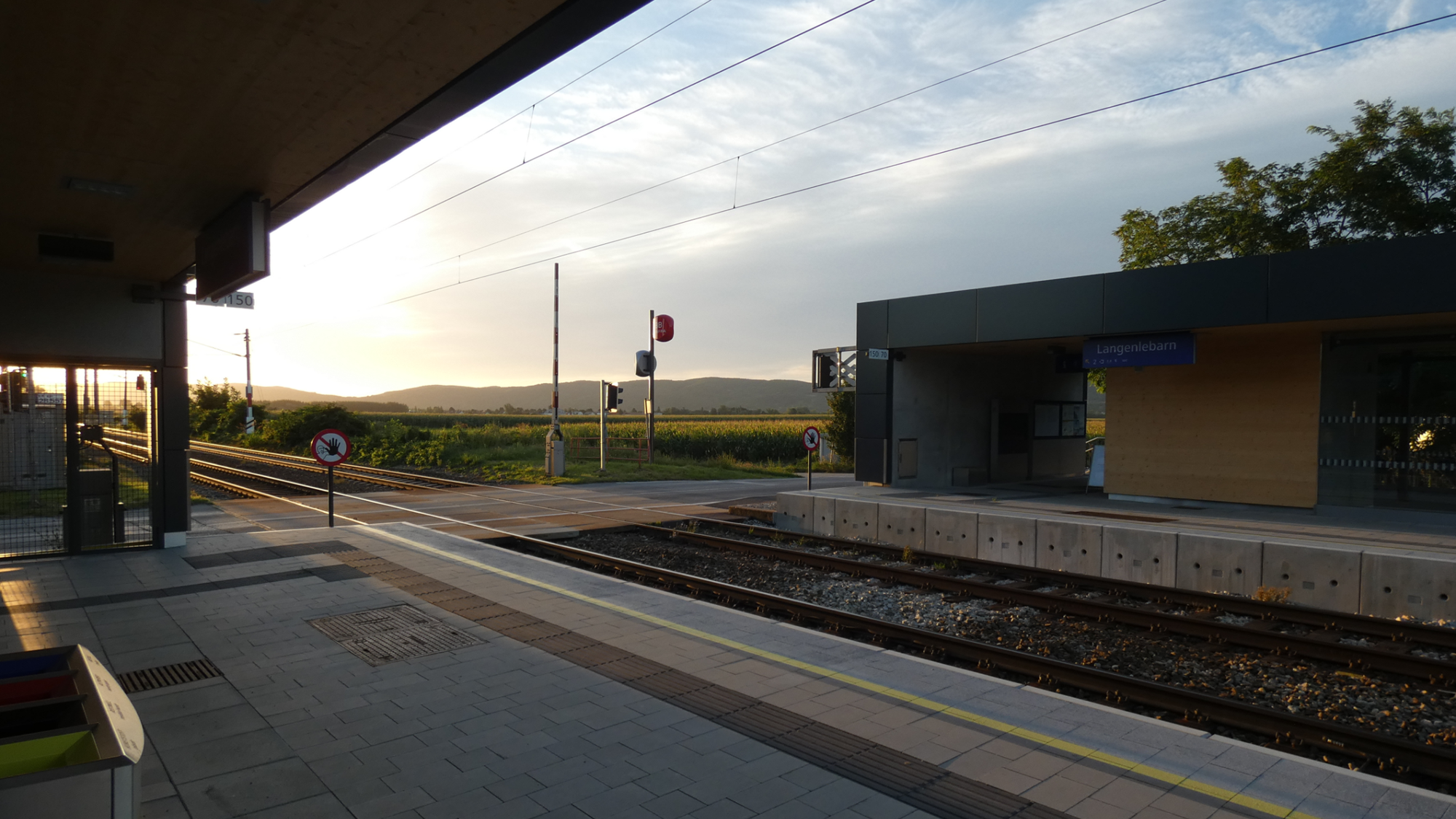
Die Eisenbahnkreuzung direkt an der Bahnhaltestelle Langenlebarn ist Schauplatz einiger Unfälle, verursacht durch unachtsame Überquerung der Gleisanlagen.

Am 22. Dezember 2017 stießen im Bahnhofsbereich Kritzendorf eine Schnellbahngarnitur und ein Personenzug seitlich zusammen. Zumindest zwei Wagen kippten aus den Gleisen, etwa 20 Personen wurden verletzt. Dieser Unfall war teilweise Anlass dafür, dass ab dem 1. Jänner 2022 nur mehr Lokomotiven bzw. Triebwagen, welche mit PZB90 ausgestattet sind, im Personenverkehr fahren dürfen.
Im August 2019 beschädigte ein mit dem LKW transportierter Kran die Oberleitung der Bahnstrecke, als dieser einen Bahnübergang überqueren wollte.
Während des ersten COVID-19-Lockdowns am 14. April 2020 wurde ein Paketwagen bei Höflein an der Donau von zwei Triebwagen eingeklemmt. Es ist keine der beteiligten Personen zu Schaden gekommen.
Am frühen Morgen des 9. November 2020 ereignete sich beim Bahnhof Sigmundsherberg ein leichter Unfall, als ein Leerpersonenzug nach Gmünd an einer Eisenbahnkreuzung mit einem LKW zusammenstieß. Auch hier wurden keine Verletzten gemeldet.
Auf der Franz-Josefs-Bahn kommt es immer wieder zu Unfällen, die im Zusammenhang mit Achtlosigkeit an Eisenbahnkreuzungen oder Suizid passieren. Wie am 30. Juli 2021 an der Bahnhaltestelle Langenlebarn, wo eine 72-jährige Frau trotz geschlossenem Schranken die Gleise überquerte, von einem Personenzug erfasst wurde und an der Unfallstelle ums Leben kam.
Am Vormittag des 25. Juli 2022 erfasste der von Wien nach České Velenice verkehrende REX 2106, gezogen von MÁV 470 008 und einer dreiteiligen modernisierten Doppelstockgarnitur (8633 025), auf Höhe der Ortschaft Stölzles, nahe der Haltestelle Hirschbach, einen PKW an einer Eisenbahnkreuzung. Die 80-jährige Lenkerin ist direkt am Unfallort verstorben. Die Strecke war ungefähr vier Stunden unterbrochen.